# Storia degli ebrei
La storia degli ebrei risalirebbe, secondo la tradizione ebraica, ai patriarchi Abramo, Isacco e Giacobbe, che vissero a Canaan verso il XVIII secolo a.C.. Gli ebrei discendono in gran parte dalle tribù di Giuda e Simeone, e parzialmente da altre tribù israelite, specialmente quelle di Beniamino e Levi, che insieme avevano formato l'antico Regno d'Israele e, in seguito, il Regno di Giuda. La prima menzione d'Israele come popolo è stata rinvenuta iscritta sulla Stele di Merenptah, che risale agli anni 1213-1203 a.C.

## Fonti storiche
Dato l'incontro-scontro degli ebrei con i grandi imperi dell'antichità (egizio, assiro, babilonese, persiano, macedone) è possibile rintracciare nelle loro fonti storiche alcuni fugaci accenni a questo popolo.
Per il periodo attorno all'inizio dell'era cristiana, in concomitanza con l'incontro-scontro con l'Impero romano, sono preziosissimi gli scritti di Giuseppe Flavio.
In seguito la storia degli ebrei si fonde con quella dell'Occidente cristiano e con la sua storiografia.

### Periodi della storia ebraica
La storia degli ebrei e dell'ebraismo si può dividere in cinque periodi:
1. antico Israele prima del giudaismo, dagli inizi fino al 586 a.C.
2. inizio del giudaismo nei secoli VI e V secolo a.C.
3. la formazione dell'ebraismo rabbinico dopo la distruzione del Secondo Tempio nel 70 d.C.
4. l'età dell'ebraismo rabbinico, dall'ascesa del cristianesimo al potere politico sotto l'imperatore Costantino il Grande nel 312 d.C. alla fine dell'egemonia politica del cristianesimo nel XVIII secolo
5. l'età dell'ebraismo differenziato, dalla rivoluzione francese e americana al presente

## Storia ebraica antica (ca. 1500 a.C. – 63 a.C.)

### Israeliti (al 586 a.C.)

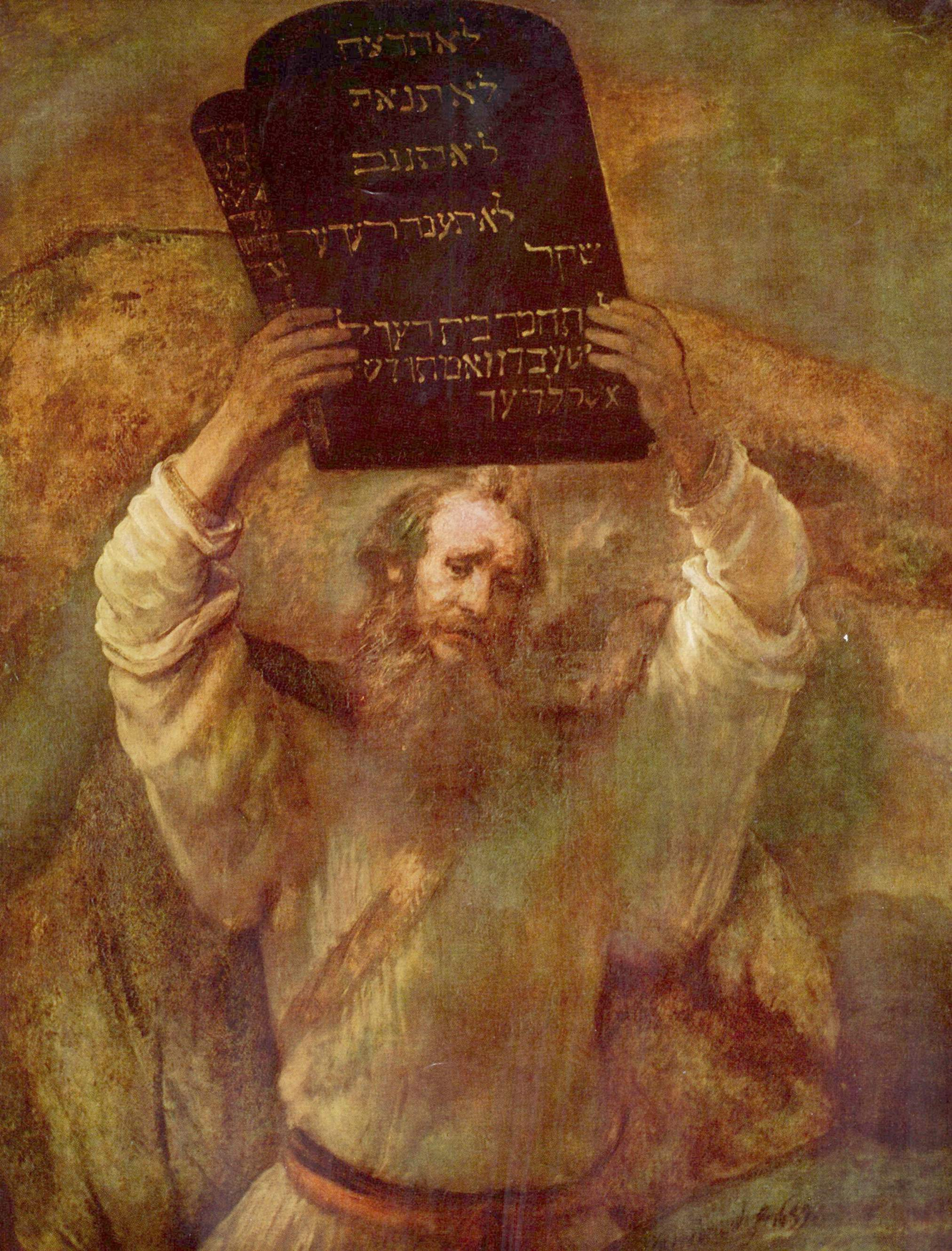
Mosè con le Tavole dei Dieci Comandamenti (dipinto di Rembrandt, 1659)

Viaggio di Abramo da Ur a Canaan

Regni di Israele e di Giuda nel 926 a.C.

La storia dei primi ebrei e dei loro vicini è soprattutto quella della Mesopotamia e della costa orientale del Mediterraneo. Inizia tra quelle popolazioni che occupavano l'area compresa tra i fiumi Nilo, Tigri e Eufrate. Circondata da antichi siti di cultura in Egitto e Babilonia, dai deserti d'Arabia e dagli altopiani dell'Asia Minore, la terra di Canaan (grosso modo corrispondente al moderno Israele, ai Territori palestinesi, a Giordania e Libano) è stato un luogo di incontro tra civiltà. La terra era attraversata da antiche rotte commerciali e possedeva porti importanti sul golfo di Aqaba e sulla costa del Mar Mediterraneo, quest'ultima esponendola all'influenza di altre culture della Mezzaluna Fertile.
Secondo le sacre scritture ebraiche, che divennero la Bibbia ebraica, gli ebrei discendono dall'antico popolo di Israele che si stabilì nel Paese di Canaan tra la costa orientale del Mediterraneo ed il Giordano. Antichi scritti ebraici descrivono i "Figli di Israele" come discendenti di antenati comuni, tra cui Abramo, suo figlio Isacco e il figlio di Isacco, Giacobbe. La letteratura religiosa suggerisce che i viaggi nomadi degli ebrei s'incentrarono intorno ad Hebron nei primi secoli del secondo millennio a.C., che sembrano portassero alla costituzione della grotta di Macpela come loro luogo di sepoltura in tale località.
I figli di Israele consistevano di dodici tribù, ognuna discendente da uno dei dodici figli di Giacobbe: Ruben, il primogenito (il cui nome significa guarda: un figlio (maschio)!); Simeone, secondogenito (il suo nome significa Yahweh mi ha udito); Levi, terzo figlio; Giuda, chiamato "giovane leone"; Dan figlio di un'ancella di Rachele; Neftali; Gad; Aser (che significa così mi diranno felice!); Issachar; Zabulon; Giuseppe (primo figlio di Rachele); Beniamino, secondo e ultimo figlio di Rachele. A questa prima struttura tribale se ne succedettero altre: Efraim e Manasse (tanto era numerosa questa tribù, che venne divisa in due).
I testi religiosi raccontano la storia di Giacobbe e dei suoi dodici figli, che lasciarono Canaan durante una grave carestia e si stabilirono a Goscen nel nord dell'Egitto. Mentre in Egitto, i loro discendenti si dice furono resi schiavi dal governo egizio guidato dal Faraone, sebbene non ci siano prove indipendenti di quanto sia avvenuto. Dopo circa 400 anni di schiavitù, Yahweh, il Dio di Israele, mandò il profeta ebreo Mosè della tribù di Levi a liberare gli Israeliti dalla cattività. Secondo la Bibbia, gli ebrei miracolosamente emigrarono dall'Egitto (un evento conosciuto come Esodo), e tornarono alla loro patria ancestrale di Canaan. Questo evento segna la formazione di Israele come nazione politica in Canaan, nel 1400 a.C.

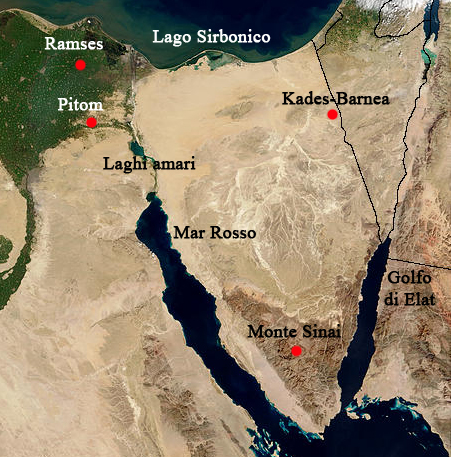
Località della penisola del Sinai coinvolte nei tracciati proposti del percorso dell'Esodo

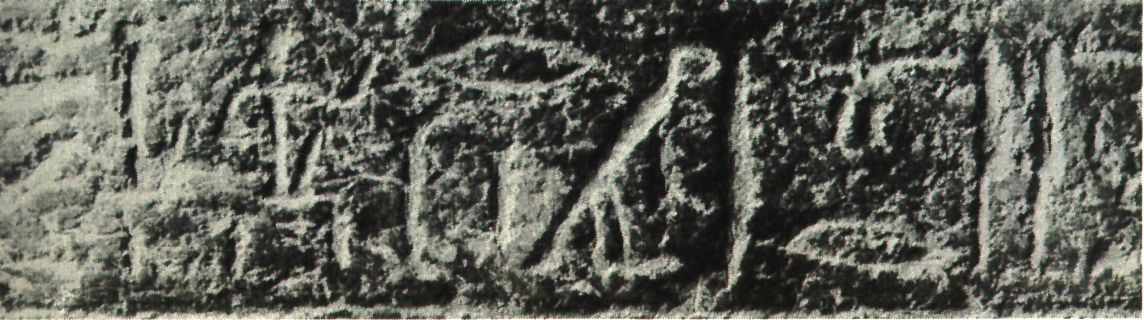
"Israele è desolato, non ha più seme": particolare della Stele di Merneptah.

Tuttavia l'archeologia rivela una storia diversa delle origini del popolo ebraico: non necessariamente gli ebrei lasciarono il Levante. Secondo i minimalisti biblici l'evidenza archeologica delle origini in gran parte indigene di Israele in Canaan, non in Egitto, è "schiacciante" e non lascia "spazio ad un esodo dall'Egitto o ad un pellegrinaggio di 40 anni attraverso il deserto del Sinai" e molti archeologi hanno abbandonato l'indagine archeologica di Mosè e dell'Esodo, reputandola "una ricerca inutile". Un secolo di ricerca da parte di archeologi ed egittologi, non ha trovato nessuna prova che possa essere direttamente correlata alla narrazione in Esodo di una schiavitù egiziana e rispettiva fuga (vedi Faraoni nella Bibbia), con viaggi nel deserto, il che porta all'ipotesi che dall'Età del Ferro, Israele, con i regni Giuda e di Israele, abbia le sue origini in Canaan, non in Egitto.
La cultura dei primi insediamenti israeliti è cananea, i loro oggetti di culto sono quelli del dio cananeo El, la ceramica rientra nella tradizione cananea locale e l'alfabeto usato è protocananeo. Praticamente l'unico marcatore che distingue i villaggi "israeliti" dai siti cananei è l'assenza di ossa di maiale, sebbene rimanga discusso se questo debba essere preso per un marcatore etnico o dovuto ad altri fattori.
Secondo la Bibbia, dopo la loro emancipazione dalla schiavitù egiziana, il popolo d'Israele vagò e visse nel deserto del Sinai per un arco di 40 anni prima di conquistare Canaan nel 1400 a.C., sotto il comando di Giosuè. Mentre viveva nel deserto, secondo gli scritti biblici, la nazione di Israele ricevette i Dieci Comandamenti sul Monte Sinai da Yahweh e portati da Mosè. Questo ha segnato un inizio dell'Ebraismo normativo e ha contribuito alla formazione della prima religione abramitica. Dopo esser entrati a Canaan, porzioni di terreno furono assegnate a ciascuna delle dodici tribù di Israele. Per diverse centinaia di anni la Terra d'Israele fu organizzata in una confederazione di dodici tribù, governate da una serie di Giudici (in ebraico שופטים‎?, Shôphaatîm o shoftim - il termine in ebraico significa anche "governatori").
Dopo di che, osserva la Bibbia, arrivò la monarchia israelita. Nel 1000 a.C., la monarchia venne istituita con re Saul e continuò sotto re Davide e suo figlio, Salomone. Durante il regno di Davide, la città già esistente di Gerusalemme divenne la capitale nazionale e spirituale di Israele. Salomone costruì il Primo Tempio sul Monte Moriah di Gerusalemme. Tuttavia le tribù si stavano spaccando politicamente: alla sua morte, una guerra civile scoppiò tra le dieci tribù israelite del nord e le tribù di Giuda (quella di Simeone era stata assorbita da Giuda) e Beniamino a sud. La nazione si divise in Regno di Israele (Samaria) a nord e il Regno di Giuda a sud. Israele fu conquistato dal sovrano assiro Tiglatpileser III nell'VIII secolo a.C. Non vi è documentazione storica comunemente accettata sulla sorte delle dieci tribù del nord, a volte indicate come le dieci tribù perdute di Israele, anche se le speculazioni abbondano.
Quanto segue viene esposto nei dettagli del filo cronologico biblico (e relative contestazioni storiche, qq.vv.)

#### Conquista di Israele (XII - XI secolo)

Suddivisione ripartizione geografica della Palestina tra le 12 tribù secondo il Libro di Giosuè.

Secondo il racconto del biblico Libro di Giosuè, alla morte di Mosè la guida del popolo ebraico passò a Giosuè. Questi guidò gli Ebrei alla conquista militare delle piccole città-stato della terra di Canaan passando da est, attraverso il fiume Giordano, in seguito al precedente fallito tentativo di ingresso da sud.
Secondo il differente racconto del biblico Libro dei Giudici, dopo l'iniziale e non completa campagna di Giosuè, gli Ebrei, organizzati autonomamente per gruppi sociali e territori nelle dodici tribù, convissero in stato di continuo conflitto con la popolazione locale. Saltuariamente alcune tribù si alleavano per far fronte comune ad alcuni nemici, soprattutto re cananei locali, ma anche popoli limitrofi (Filistei, Madianiti), sotto la guida dei giudici, una sorta di capi militari temporanei.
La ricostruzione storica della conquista di Israele è particolarmente problematica a partire dallo stesso resoconto biblico. Secondo il Libro di Giosuè gli Ebrei agirono in maniera concorde, con tutte le tribù a formare un vero e proprio esercito, e la conquista del paese fu totale. Secondo invece il Libro dei Giudici la conquista fu lenta e frammentaria e si sarebbe limitata alle zone scarsamente popolate, lasciando inizialmente intatte le città cananee delle pianure, e avrebbe visto in azione singole (o gruppi di) tribù. Sono stati proposti diversi scenari:
- conquista militare unitaria, come descritto dal Libro di Giosuè (cfr. W.F. Albright). A favore vi sono scavi archeologici che hanno mostrato la distruzione violenta di diversi insediamenti cananei intorno al 1250-1200. D'altro canto queste distruzioni possono essere dovute ad altri motivi (lotte cananee, incursioni egizie...), e soprattutto alcune delle città che Giosuè avrebbe conquistato erano in quel periodo disabitate: Arado, Ai e soprattutto Gerico, città con la quale si apre la campagna di Giosuè. Per questo l'ipotesi non gode attualmente di largo consenso.
- infiltrazione graduale e pacifica almeno nella fase iniziale, come descritto dal Libro dei Giudici (A. Alt; M. Noth). A favore vi sono scavi archeologici che documentano la nascita, attorno al 1200, di almeno 250 nuove piccole comunità soprattutto nelle regioni montuose, tra le quali probabilmente anche quelle degli Ebrei. La cultura di questi insediamenti non si differenzia da quella cananea: se si tratta di insediamenti di Ebrei, questi hanno assimilato la cultura cittadina locale.
- rivoluzione di classi sociali contadine (G.E. Mendenhall, N.K. Gottwald). In tal caso gli Ebrei non sono un gruppo immigrato ma autoctono cananeo. L'ipotesi godette di notevole diffusione negli anni sessanta e settanta, in concomitanza col prosperare del comunismo.[12]

La seconda ipotesi è pertanto quella che attualmente gode di maggiore consenso, suggerendo un insediamento inizialmente lento e pacifico poi anche conflittuale, solitamente datato tra il 1200-1050 a.C.

#### Monarchia (1030 - 933 a.C.)

Il Regno di Davide attorno al 1000 a.C. L'area di effettivo dominio era limitata alla Palestina. L'espressione biblica del dominio "dal torrente d'Egitto fino al fiume Eufrate" è probabilmente iperbolica, includente stati vicini tributari ma autonomi

Secondo il Primo libro di Samuele, soprattutto per motivi di difesa dai nemici esterni, gli Ebrei chiesero al profeta Samuele di nominare un re. La scelta, guidata da Dio, cadde su Saul, che fu quindi il primo re degli Ebrei. La cronologia, la capitale, l'estensione del dominio e la gestione interna del regno non sono chiari: probabilmente regnò attorno al 1030-1010 a.C. (l'indicazione di 2 anni del Testo Masoretico di 1Sam13,1 è inverosimile e variamente corretta dalle varie traduzioni bibliche), probabilmente principalmente sulle tribù del nord, e ancora probabilmente il suo regno non sancì la nascita di un vero e proprio stato centralizzato burocratico e amministrativo ma fu limitato alla conduzione di campagne militari di difesa.
A Saul seguì Davide, "re di Giuda e re d'Israele", l'archetipo del re degli Ebrei, descritto nel Primo e Secondo libro di Samuele. Nel suo regno, tradizionalmente datato attorno al 1010-970 a.C., Davide conquistò la città gebusea di Gerusalemme che stabilì come capitale essendo intermedia tra le tribù del nord e quelle del sud. Organizzò uno stato centralizzato sul modello egizio con funzionari, esercito (prevalentemente mercenari), tasse. Combatté vittoriosamente i popoli vicini (filistei, moabiti, ammoniti, edomiti, aramei di Damasco) riducendoli in stati vassalli o tributari e creando un forte regno "dall'Eufrate fino all'Egitto", approfittando della relativa debolezza di Egitto e Assiria per i quali rappresentò una sorta di comodo stato cuscinetto.

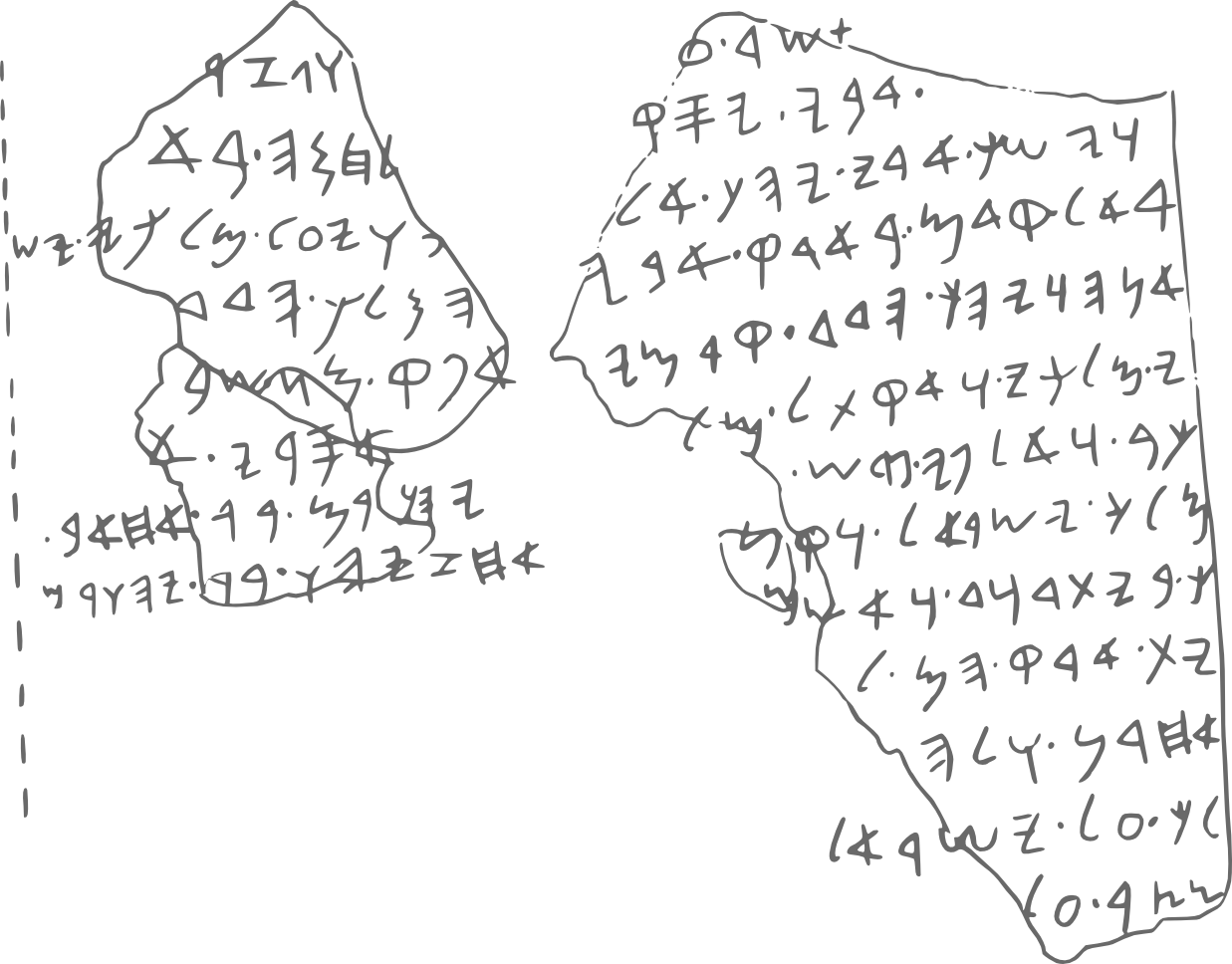
La stele di Tel-Dan, ritrovata nel 1933 nel nord d'Israele, riporta un'iscrizione in aramaico databile all'853 a.C. nella quale Cazael re di Damasco si vanta di aver ucciso un re "della casa di Davide". Rappresenta la prima fonte storica extrabiblica relativa al re Davide

Alla morte di Davide il regno passò a uno dei suoi figli, Salomone il cui lungo regno, descritto nel Primo libro dei Re, è tradizionalmente datato tra il 970-933 (o 931). Diversamente dal padre fu un re prevalentemente pacifico. Costruì il tempio a Gerusalemme (probabilmente restaurando un tempio cananeo preesistente), stabilì rapporti diplomatici e commerciali con i popoli confinanti creando anche un porto sul Mar Rosso, perfezionò il sistema statale centralizzato abbozzato da Davide, creò un sistema di tassazione e di corvée che generarono malcontento, fortificò diverse città del regno. Durante il suo regno si ribellarono e riottennero la piena indipendenza Damasco ed Edom. Cedette anche al re di Tiro parte della Galilea.

#### Israele e Giuda

Regno di Israele (a nord) e Regno di Giuda (a sud) alla morte di Salomone (circa 933 a.C.).

Nel 933 a.C. (o 931 o 926), alla morte di Salomone, le tensioni sempre presenti tra le tribù del nord e quelle del Sud (Simeone, la maggior parte di Beniamino e soprattutto Giuda) si acuirono per la pesantezza delle corvée, fino a giungere alla scissione del regno: le tribù del nord non accettarono come re Roboamo (933-916), figlio di Salomone, e si impose il regno di Geroboamo (933-911). A nord si costituì così il Regno d'Israele, con capitale a Tirza, mentre nel sud continuò a regnare da Gerusalemme la dinastia davidica sul Regno di Giuda. La storia dei re del nord e del sud è descritta dal Primo e Secondo libro dei Re. I due regni furono profondamente diversi. Il rapporto tra essi fu prevalentemente conflittuale, sebbene questi conflitti siano stati poco più che scaramucce di frontiera.
Regno d'Israele (933-722 a.C.)
Il regno d'Israele, più vasto, ricco e popolato, era collocato sulle principali vie di comunicazioni internazionali e dunque più aperto agli influssi culturali e religiosi stranieri. Il primordiale culto monoteistico di YHWH si fuse già con Geroboamo con culti cananei. Dal punto di vista politico fu caratterizzato da una forte instabilità: i 19 re finirono spesso assassinati o deposti con colpi di stato militari. Numerosi furono gli scontri con gli Aramei. I principali re furono:
- Omri (885-874). Trasferì la capitale a Samaria, probabilmente fondata ex novo. Durante il suo regno Moab riguadagnò l'indipendenza, come testimoniato anche dalla stele di Mesha, ritrovata nel 1868 in Giordania e datata all'842-840.
- Acab (874-853). Guidò una coalizione antiassira di re palestinesi con rinforzi egizi dalla quale ne uscì sconfitto a Qarqar. Da allora il regno divenne un vassallo tributario dell'Assiria. Il fatto non è riportato dalla Bibbia ma testimoniato da una cronaca assira.
- Geroboamo II (783-743). Riportò il regno a un relativo benessere e riconquistò alcuni territori in Transgiordania. Di esso testimonia un sigillo ritrovato a Meghiddo di "Shema, funzionario di Geroboamo".

Distruzione e deportazione del Regno di Israele.

Nel 734 il re Pekach, alleato con Rezin re di Damasco, cercò di coinvolgere il regno di Giuda in una coalizione antiassira, e al rifiuto organizzò una "spedizione punitiva" nota come guerra siro-efraimita. Il re assiro Tiglat-Pileser III nel 733 attaccò il regno e ne annetté una parte, insediando un certo Osea (732-722) e deportando parte della popolazione in Assiria (2Re15,29;1Cr5,26). Quando Osea si ribellò agli assiri intervenne il re Salmanassar V che nel 722 distrusse Samaria. Deportò gran parte della popolazione israelita in varie zone del nord della Mesopotamia (2Re17,6), dove si fusero con le altre popolazioni (vedi Dieci tribù perdute d'Israele), e deportò nella neoistituita provincia assira di Samaria popolazioni di diverse origini (2Re17,24).
Nel regno del nord furono attivi diversi profeti: Elia (c.a 850); Eliseo (c.a 800); Amos e Osea (c.a 750).
Regno di Giuda (933-587 a.C.)
Diversamente dal nord, la popolazione del piccolo Regno di Giuda è più omogenea e riunita attorno a Gerusalemme e al tempio, centro della fede in Yahweh. La posizione è decisamente marginale e isolata. I re di Giuda furono tutti della dinastia di Davide. I principali re furono:
- Acaz (735-716?). Nel 734 rifiutò di partecipare alla coalizione anti-assira del re d'Israele Pekach e del re di Damasco Rezin, subendo la guerra siro-efraimita. Chiese aiuto a Tiglat-Pileser III facendo del regno un vassallo tributario degli assiri.2 Re 15:29[17]
- Ezechia (716-687). Attuò una riforma religiosa eliminando i culti cananei, sconfisse i Filistei. Nel 705 si ribellò all'Assiria alleandosi con l'Egitto. Nel corso di una campagna nell'occidente, nel 701 il re assiro Sennacherib annesse parte della Giudea e assediò Gerusalemme. L'assedio fu però interrotto: secondo 2Re19,35-36[18] si trattò di una miracolosa liberazione da parte di Dio, ma probabilmente si trattò di un'epidemia di peste, oppure motivi politici interni che richiedevano il ritorno del re nella capitale, oppure un pesante tributo versato da Ezechia e taciuto nella Bibbia (il successivo re Manasse risulta tributario dalle cronache assire). Comunque il regno del sud non subì la conquista e la deportazione come avvenne per quello del nord.
- Manasse (687-642). Ristabilì il pluralismo religioso precedente a Ezechia e passò alla storia come il re empio per eccellenza.
- Giosia (640-609). Crollata l'Assiria (Ninive fu conquistata dai Babilonesi nel 612) divenne vassallo dell'Egitto. Nel 622 intraprese un'importante riforma religiosa in base al ritrovamento nel tempio di un "libro della legge" (verosimilmente il Deuteronomio o parte di esso, composto probabilmente da leviti provenienti dall'inviso nord e per l'accettazione del quale fu inscenato il ritrovamento). Morì nel 609 in uno scontro a Meghiddo col faraone Necao I, dal quale sperava di riscattarsi con l'aiuto della nuova potenza babilonese.[11]

In seguito alla battaglia di Karkemiš del 605 tra egiziani e babilonesi, vinta da questi, la regione siro-palestinese cadde sotto il dominio babilonese. Nel 601 il re di Giuda Ioiakim (609-598) si ribellò confidando nell'aiuto egiziano. Il re babilonese Nabucodonosor mosse contro Giuda e conquistò Gerusalemme il 16 marzo 597. Deportò il re Ioiachin (598-597) e parte della classe dirigente del regno e nominò re Sedecia (597-587). Nonostante il parere contrario del profeta Geremia e di Baruc, che consigliavano realisticamente la sottomissione a Babilonia, Sedecia si ribellò contro Babilonia nel 589, e Nabucodonosor tornò in Giudea e conquistò Gerusalemme nel luglio-agosto del 587. Il tempio fu distrutto e gran parte della classe dirigente e della popolazione esiliata.
Nel regno del sud furono attivi diversi profeti: Isaia (c.a 750-700); Michea (c.a 750); Naum (c.a 660); Sofonia (c.a 630); Geremia (c.a 626-587); Ezechiele (c.a 593-571).

### Cattività babilonese (ca. 587 – 518 a.C.)

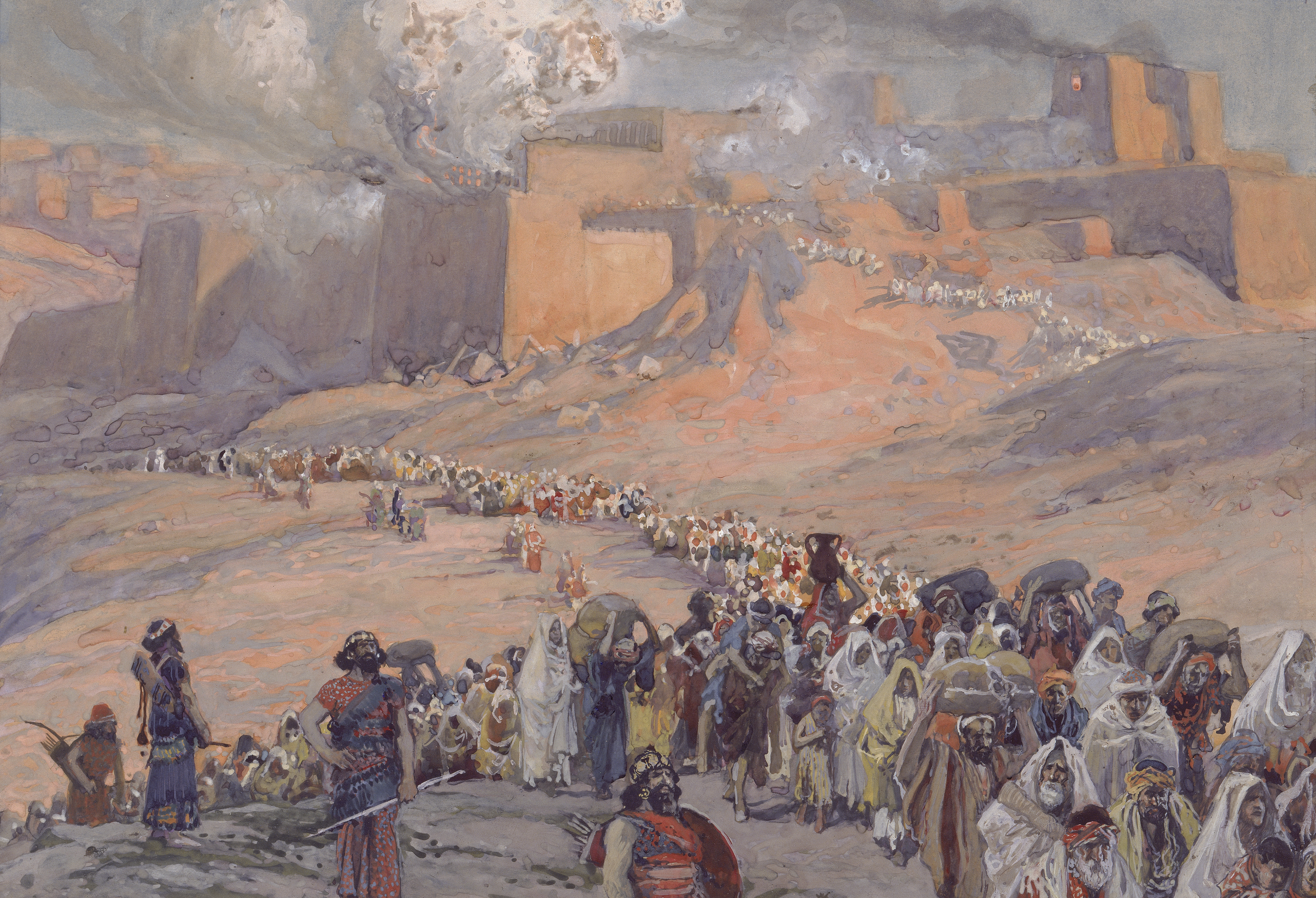
Deportazione ed esilio degli ebrei dell'antico Regno di Giuda verso Babilonia e distruzione di Gerusalemme e del suo Tempio

Dopo la rivolta contro il nuovo potere dominante e un conseguente assedio, il Regno di Giuda fu conquistato dall'esercito babilonese nel 587 a.C. e il Primo Tempio distrutto. L'élite del regno e molta della loro gente furono esiliati a Babilonia, dove la religione si sviluppò al di fuori del tempio tradizionale. Altri fuggirono in Egitto, mentre gli strati più poveri della popolazione rimasero in Giudea. Dopo la caduta di Gerusalemme, Babilonia (Iraq moderno), divenne il centro dell'Ebraismo per più di mille anni. Le prime comunità ebraiche in Babilonia iniziarono con l'esilio della Tribù di Giuda a Babilonia con Ioiachin nel 597 a.C. e dopo la distruzione del Tempio di Gerusalemme nel 586. Molti altri ebrei emigrarono a Babilonia nel 135, dopo la rivolta di Bar Kokhba e nei secoli successivi. Babilonia, dove alcune delle più grandi e importanti città ebraiche vennero stabilite, divenne il centro della vita ebraica fino a tutto il XIII secolo dell'era volgare. Con il I secolo, Babilonia già ospitava una popolazione in rapida crescita, stimata a 1.000.000 di ebrei, che aumentò a circa 2 milioni tra il 200 e il 500 d.C., sia per crescita naturale che per l'immigrazione di più ebrei dalla Terra d'Israele, costituendo circa 1/6 della popolazione ebraica mondiale a quell'epoca. Fu lì che avrebbero scritto il Talmud babilonese (Bavli) nelle lingue usate dagli ebrei di Babilonia - ebraico e aramaico. Gli ebrei stabilirono accademia talmudiche a Babilonia, note anche come Accademie Geoniche, che divennero centri di studio ebraico e di sviluppo della Legge ebraica in quell'area geografica da circa il 500 d.C. al 1038 Le due accademie più famose furono quella di Pumbedita e quella di Sura. Importanti yeshivah furono inoltre situate a Nehardea e Mahuza.
Dopo alcune generazioni e con la conquista di Babilonia da parte dell'Impero Persiano, alcuni aderenti guidati dai profeti Esdra e Neemia, tornarono in patria e alle pratiche tradizionali. Altri ebrei non tornarono mai più e rimasero in esilio, sviluppandosi in modo alquanto indipendente al di fuori della Terra d'Israele, soprattutto dopo le conquiste musulmane del Vicino Oriente nel VII secolo d.C.

### Dominazione persiana (539 - 332 a.C.)

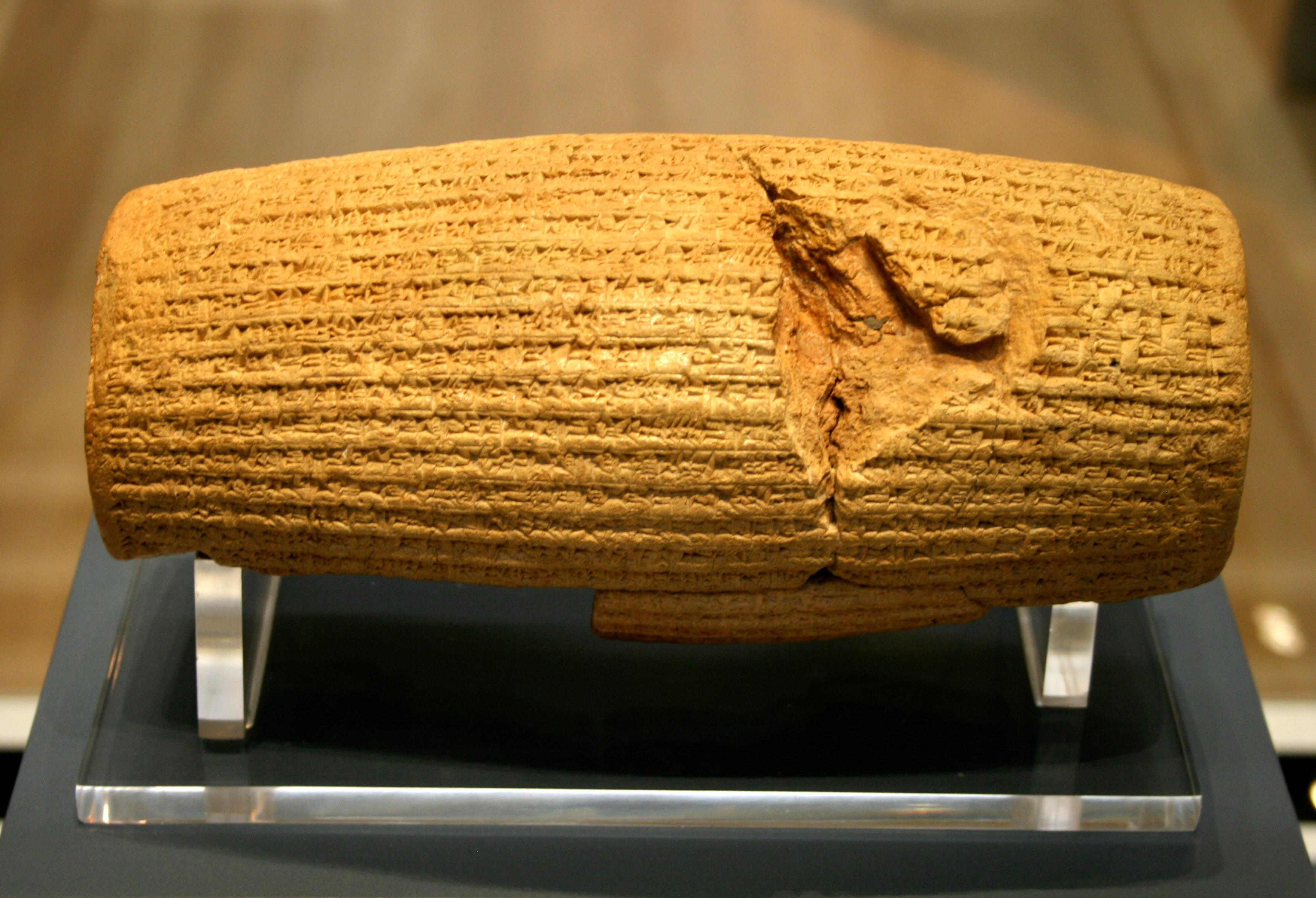
Il cilindro di Ciro, reperto in terracotta inciso con scrittura cuneiforme in lingua accadica (VI secolo a.C.). Ritrovato nel 1878 e conservato presso il British Museum, attesta tra l'altro il permesso che il re persiano concesse alle popolazioni esiliate (tra le quali forse anche gli Ebrei) di ritornare nelle loro sedi: "radunai le popolazioni e le ricondussi nei loro luoghi"

Nel 539 a.C. Ciro, re dei Persiani, conquistò Babilonia. Uno dei primi provvedimenti del re (538) fu quello di permettere il ritorno in patria delle popolazioni forzatamente esiliate dai Babilonesi, tra i quali anche i Giudei. Il Libro di Esdra riporta integralmente il testo di due decreti regali rivolti agli Ebrei in aramaico (Esdra 1, 1-4;6, 1-12), lingua ufficiale dell'impero, la cui storicità è verosimile. Anche il cilindro di Ciro conferma (indirettamente) tale disposizione.
Secondo Flavio Giuseppe, che scrive secoli dopo, gran parte degli Ebrei preferì restare a Babilonia. Il ritorno degli esiliati avvenne sotto la guida di Sesbassar, nome aramaico di Zorobabele che in seguito il re Dario fece diventare governatore della Giudea, con al fianco il sommo sacerdote Giosuè.
Attorno al 520-515 fu terminata la ricostruzione del tempio di Gerusalemme.
In questo periodo furono attivi i profeti Aggeo, Gioele e Zaccaria che testimoniano la forte speranza messianica di una restaurazione della monarchia nella figura di Zorobabele, speranza poi non adempiuta. Il fallimento di questa profezia è all'origine del cosiddetto movimento apocalittico, nel quale si collocano le redazioni delle diverse apocalissi, fino al II secolo.
Nel 445 arrivò a Gerusalemme Neemia, inviato da Artaserse I, che fece ricostruire le mura della città e impedì i matrimoni misti con donne pagane. Cercò anche di incrementare la popolazione della città. Nel 398 arrivò a Gerusalemme Esdra, sacerdote anch'egli inviato dal re Artaserse II, che riaffrontò la questione dei matrimoni misti. Con un decreto del re la Torah, la cui compilazione definitiva era probabilmente già stata terminata al tempo di Neemia, divenne legge statale per gli Ebrei (Esdra 7, 12-16).
Le uniche fonti storiche sul periodo della dominazione persiana in Giudea sono il Libro di Esdra e quello di Neemia, che però forniscono solo le informazioni qui indicate, in un intervallo cronologico limitato.

### Periodo postesilico (ca. 538 – 332 a.C.)
1. Zugot
2. Tannaim
3. Amoraim
4. Savoraim
5. Gaonim
6. Rishonim
7. Acharonim

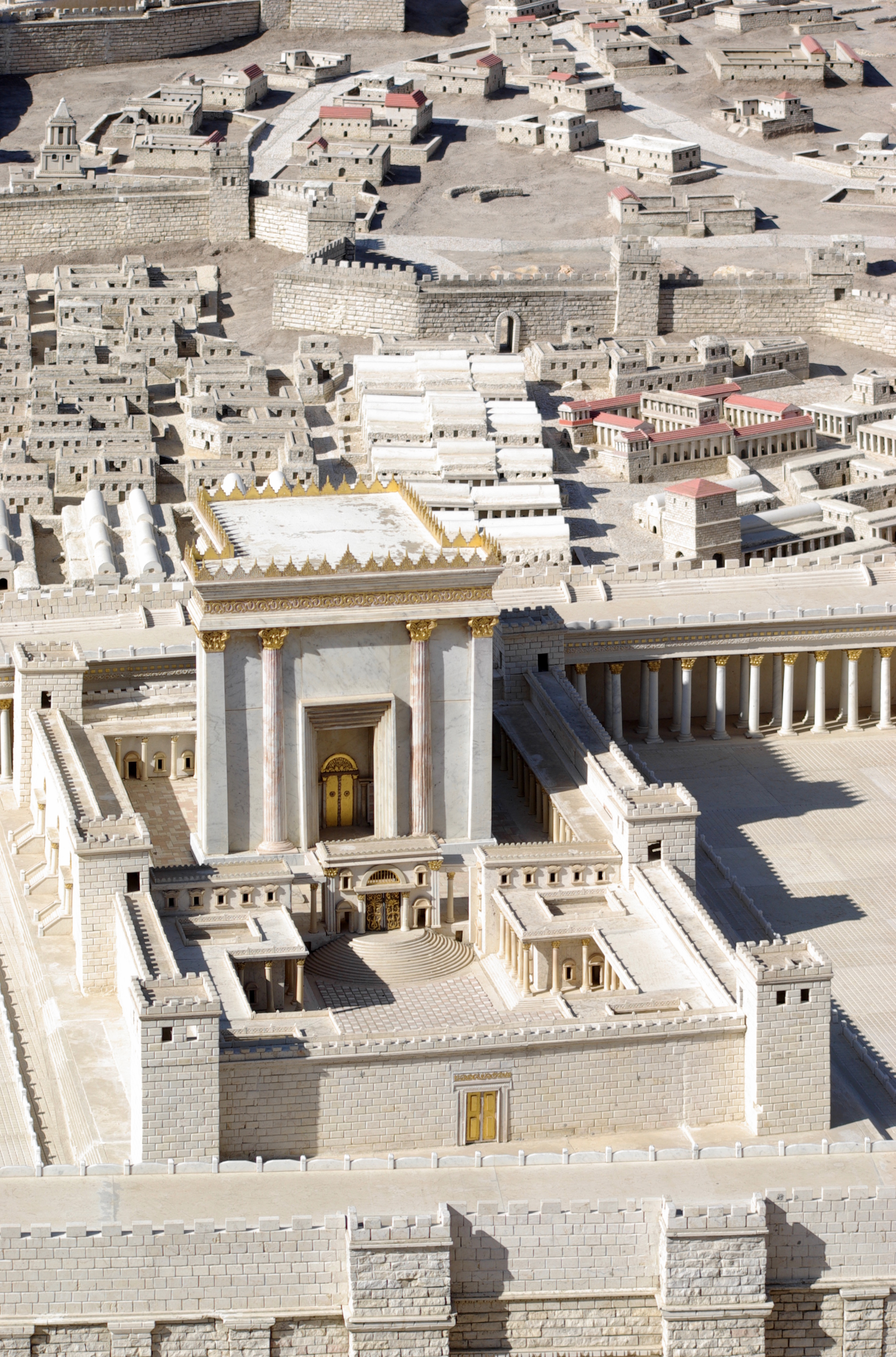
Modello del Secondo tempio di Gerusalemme

Dopo il ritorno a Gerusalemme, e con l'approvazione e finanziamento persiani, venne completata la costruzione del Secondo Tempio nel 516 a.C. sotto la guida degli ultimi tre profeti ebrei Aggeo, Zaccaria e Malachia.
L'egemonia nella parte orientale del mondo mediterraneo si stava a quell'epoca spostando verso le civiltà classiche e lontano dagli egiziani, siriani e persiani. Alcuni cananei erano già diventati fenici e colonizzavano diverse aree del Mediterraneo meridionale, sviluppandosi fino a creare l'Impero Cartaginese. I greci nel frattempo stavano cominciando a espandersi verso est.
Dopo la morte dell'ultimo profeta ebreo e mentre ancora sotto il dominio persiano, la guida del popolo ebraico passò nelle mani di cinque generazioni successive di Zugot ("coppie di") leader. Fiorirono prima sotto i persiani (provincia di Yehud Medinata) e poi sotto i greci: come risultato si formarono i farisei e sadducei. Sotto i persiani poi sotto i greci, le monete ebraiche furono coniate in Giudea come conio yehud (giudaico).

### Periodo ellenistico (ca. 332 – 110 a.C.)
Nel 332 a.C., i Persiani furono sconfitti da Alessandro Magno di Macedonia. Dopo la sua scomparsa e la conseguente divisione dell'impero di Alessandro tra i suoi generali, si formò il Regno Seleucida.
La cultura greca si diffuse verso l'est a causa delle conquiste alessandrine, ed il Levante non fu immune da questa diffusione culturale. Durante questo periodo, le correnti dell'Ebraismo furono influenzate dalla filosofia ellenistica sviluppatasi a partire dal III secolo a.C., in particolare tra la diaspora ebraica ad Alessandria, culminando con la compilazione del Septuaginta. Un importante sostenitore della simbiosi tra teologia ebraica e il pensiero ellenistico fu Filone.

#### Dominazione ellenistica: i Maccabei (332 - 134 a.C.)
Nel 332 a.C. Alessandro Magno, diretto verso l'Egitto, occupò la Palestina e con questo gli Ebrei in Giudea vennero quindi a contatto con la cultura ellenistica. Come anche per gli altri territori conquistati, Alessandro assicurò libertà di culto e riconobbe l'autorità del sommo sacerdote. Secondo Flavio Giuseppe è in questo contesto che si creò lo scisma con i samaritani, quando Alessandro concesse loro il permesso di costruire il tempio sul monte Garizim.
Alla morte di Alessandro nel 323, in accordo alle direttive della Spartizione di Babilonia, la Giudea passò sotto il dominio dei re Tolomei d'Egitto, i quali proseguirono la politica di tolleranza.

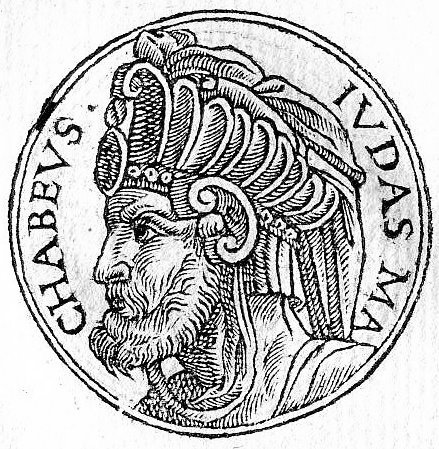
Giuda Maccabeo

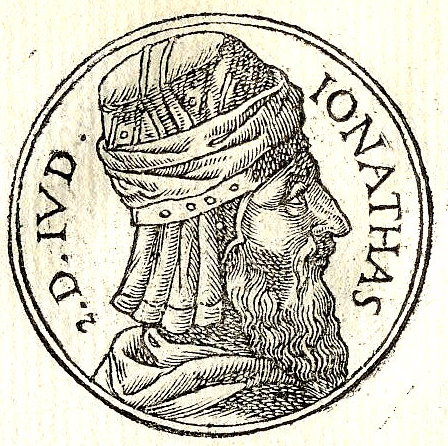
Gionata Maccabeo

Nel 200 a.C. la Palestina fu conquistata da Antioco III, re seleucide di Siria, anche con l'aiuto degli Ebrei. Il re per ringraziamento garantì notevoli privilegi fiscali. I rapporti tra Ebrei e re ellenistici cominciarono a incrinarsi dal 187 quando Seleuco IV, in difficoltà finanziarie, saccheggiò il tempio di Gerusalemme (2Mac3 riferisce però che il tentativo fu mandato a vuoto da un intervento miracoloso di Dio).
È però con il successore Antioco IV Epifane (175-164) che si arrivò all'aperta rottura. Nel 169 saccheggiò il tempio. Nel 167 ordinò la costruzione di un altare a Zeus nel tempio e proibì la circoncisione e la celebrazione delle feste ebraiche, incluso il sabato, pena la morte. In questa opera di ellenizzazione forzata trovò appoggio in un forte partito filoellenista che comprendeva tra l'altro il sommo sacerdote.
Questa persecuzione antigiudaica scatenò l'opposizione degli Ebrei tradizionalisti che si definirono chassidim, i "pii". Da questi gruppi derivarono probabilmente i farisei. La rivolta antiseleucide scoppiò a Modin, per opera di un sacerdote di nome Mattatia, un cui antenato si chiamava Asmoneo. Suo figlio Giuda, soprannominato Maccabeo (martello), divenne capo della resistenza e riuscì a conquistare Gerusalemme nel dicembre del 164. Il 18 dicembre di quell'anno riconsacrò il tempio, evento ricordato nella festa ebraica della Hanukkah (dedicazione). Antioco V (164-162), successore di Antioco IV, concesse un editto di tolleranza.
Il nuovo re Demetrio I (162-150) riprese la lotta uccidendo Giuda Maccabeo nel 161. A questi successe suo fratello Gionata (161-143) che ottenne nel 152 dal pretendente al trono seleucide Alessandro Balas l'autonomia per la Giudea e la carica di sommo sacerdote. In reazione a quest'ultima nomina si costituì probabilmente il gruppo degli esseni attorno al sommo sacerdote legittimo. Gionata fu ucciso a tradimento nel 143 e capo del movimento divenne un terzo fratello, Simone (143-134), anch'egli sommo sacerdote e governatore.
La guerra d'indipendenza dei fratelli maccabei è dettagliatamente raccontata nel Primo e Secondo libro dei Maccabei. Accenni si trovano anche in Giuseppe Flavio e altri storici romani.

### Regno Asmoneo (110 – 63 a.C.)

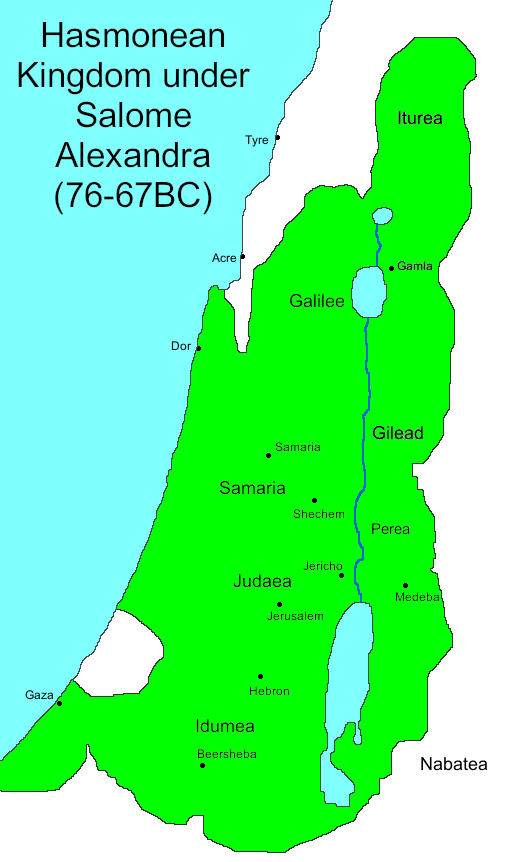
Regno Asmoneo

La rivolta dei Maccabei portò quindi alla formazione di un regno ebraico indipendente, conosciuto come la Dinastia Asmonea, che durò fino al 63 a.C.
Sebbene la Giudea raggiungesse l'indipendenza già nel 164 a.C. con la liberazione di Gerusalemme da parte di Giuda Maccabeo, è solo con il regno di Giovanni Ircano I (134-104), figlio di Simone Maccabeo, che ebbe inizio la vera e propria dinastia asmonea. Sotto il regno di Ircano vennero conquistati e convertiti forzatamente gli Idumei e si consolidarono i gruppi dei sadducei, farisei e forse anche esseni. Nel 128 distrusse il tempio dei samaritani sul monte Garizim. Successori:
- Aristobulo (104-103), figlio di Giovanni. Conquistò la Galilea.
- Alessandro Ianneo (103-76), fratello di Aristobulo. Scontratosi con i farisei, ne fece crocifiggere qualche centinaio attorno a Gerusalemme.
- Salomè Alessandra (76-67), vedova di Alessandro.

Tale dinastia alla fine si disintegrò a causa della guerra civile tra i figli di Salomè Alessandra, Giovanni Ircano II e Aristobulo II. Il popolo, che non voleva essere governato da un re ma dal clero teocratico, fece appello in questo spirito alle autorità romane: seguì quindi una campagna romana di conquista e annessione, guidata da Pompeo che occupò Gerusalemme nel 63.

## Dominazione/protettorato romano (63 a.C. – 324 d.C.)

Regno di Erode il Grande

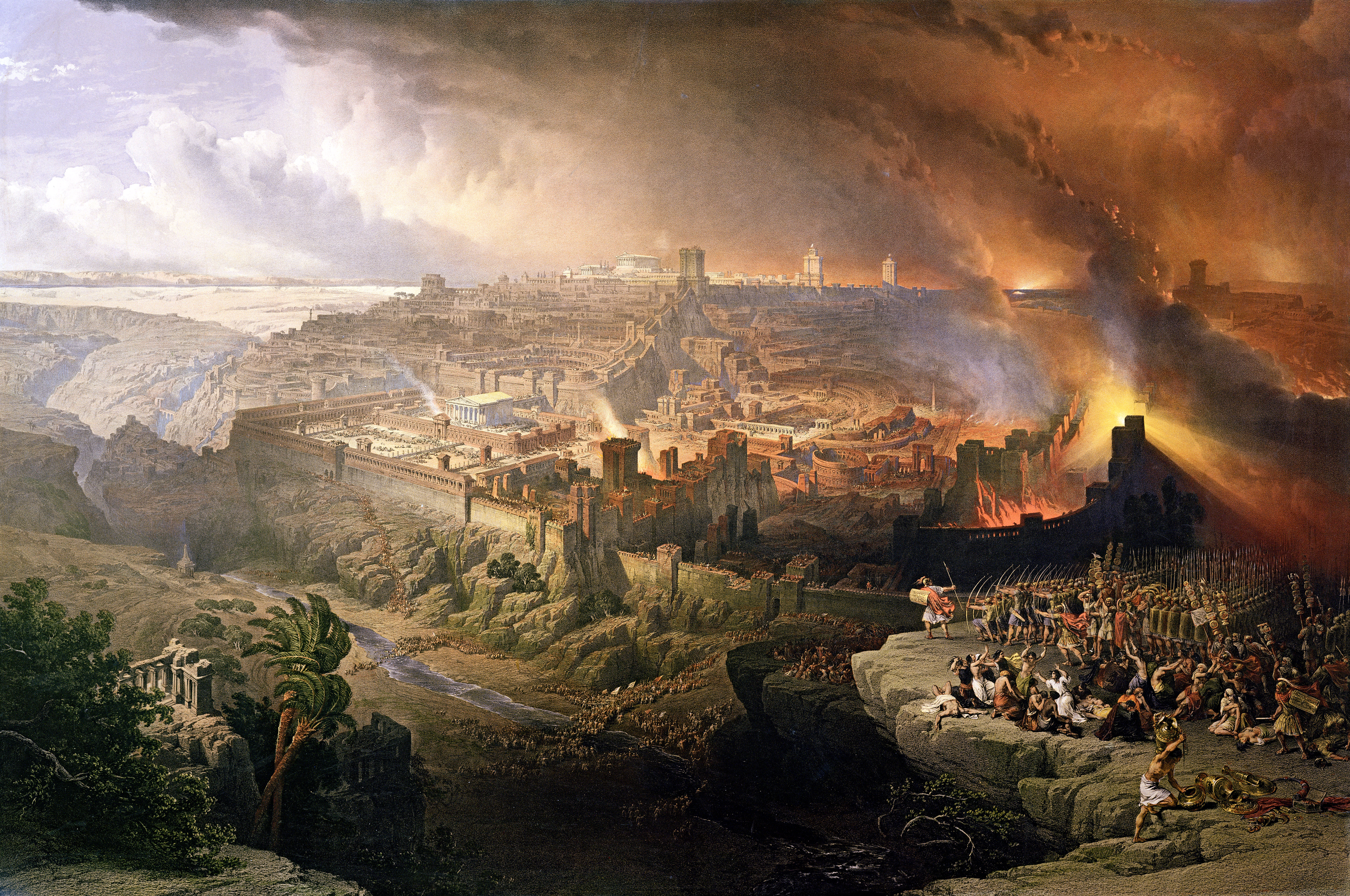
Assedio e distruzione di Gerusalemme (dipinto di David Roberts, 1850)

La Giudea, intesa come Regno di Giuda ,è stato un regno ebraico indipendente sotto gli Asmonei, ma fu conquistata dal generale romano Pompeo nel 63 a.C. e riorganizzato come stato cliente (l'espansione romana stava allargandosi in altre zone geografiche e sarebbe continuata per più di centocinquant'anni). Più tardi, Erode il Grande fu nominato "Re dei Giudei", dal Senato Romano, soppiantando la dinastia degli Asmonei. Alcuni dei suoi figli ricoprirono varie posizioni dopo di lui, e la discendenza venne conosciuta come la Dinastia erodiana.
Riassumendo:
Nel 63 a.C. Pompeo confermò Ircano II nel ruolo di sommo sacerdote e spedì Aristobulo a Roma prigioniero. La Giudea divenne uno stato vassallo di Roma senza un re ufficiale, guidata dal sommo sacerdote. Attorno al 50 a.C. l'idumeo Erode Antipatro (m. 43) ottenne la carica di governatore della Giudea da Giulio Cesare.
Nel 40 Antigono, figlio di Aristobulo II, conquistò Gerusalemme con l'aiuto dei Parti e diventò re e sommo sacerdote.
Nel 37 Erode, poi soprannominato "il Grande", figlio di Erode Antipatro, conquistò Gerusalemme con l'aiuto di Roma e venne riconosciuto come re dei Giudei fino alla morte (4 a.C.). Per consolidare il potere fece uccidere buona parte del Sinedrio, il cognato Aristobulo, la moglie Mariamne, la suocera Alessandra, i figli Alessandro, Aristobulo e Antipatro. Attorno al 20/19 a.C. intraprese il restauro e l'ampliamento del tempio di Gerusalemme. Fece costruire o ricostruire diverse città e fortezze: Samaria, Cesarea marittima, l'Erodium, Macheronte, Masada, la Fortezza Antonia.
Alla sua morte, secondo la sua volontà il regno fu diviso tra i suoi figli:
- Erode Archelao (4 a.C. - 6 d.C.) fu etnarca (titolo inferiore a quello di re) di Giudea e Samaria. Nel 6 d.C. l'imperatore Augusto esiliò forzatamente Archealo in Gallia in seguito alle proteste di una delegazione di Ebrei giunti a Roma. La Giudea divenne una provincia romana legata alla Siria con capitale a Cesarea marittima.
- Erode Antipa (4 a.C. - 39 d.C.) fu tetrarca (titolo inferiore a re ed etnarca) di Galilea e Perea (cioè la Transgiordania), regnando da Tiberiade.
- Erode Filippo (4 a.C. - 34 d.C.) fu tetrarca della parte nord-orientale del regno di Erode, regnando da Cesarea di Filippo.

Alcune zone e città minori godettero di statuto autonomo e/o furono incorporate nella provincia della Siria. Nonostante l'autonomia formale, tutte le entità politiche della Palestina erano sottomesse a Roma.
Durante il regno di Erode e dei suoi successori i Vangeli collocano la vita di Gesù (c.a 7/6 a.C. - 30 d.C.).
Alla morte di Erode Filippo nel 34 l'imperatore Caligola nominò successore Erode Agrippa I. Nel 39 riuscì a far esiliare Erode Antipa, ottenendo anche la Galilea e la Perea. Nel 41 Claudio gli affidò anche il territorio della Giudea: tra il 41 e il 44, anno della sua morte, regnò sull'intero territorio palestinese che fu del nonno Erode il Grande. Alla sua morte la Giudea tornò a essere una provincia romana.

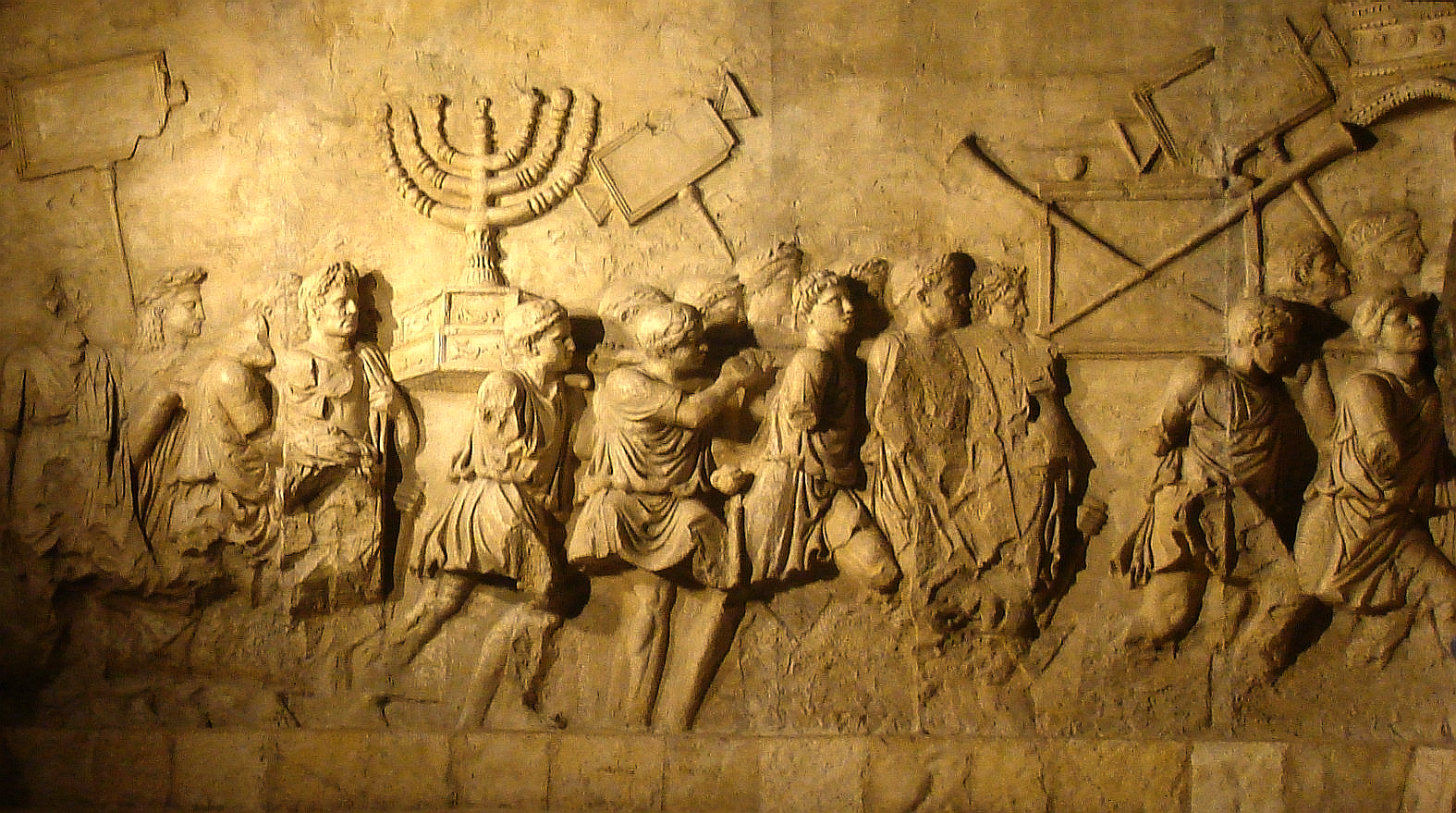
Il sacco di Gerusalemme raffigurato nel bassorilievo dell'Arco di Tito a Roma. Al centro è visibile la Menorah che era conservata all'interno del tempio

L'impero era spesso insensibile e brutale nel suo trattamento dei sudditi ebrei e gli ebrei cominciarono a ribellarsi contro i governanti romani della Giudea, facendo scoppiare numerose rivolte:
- nel 6 d.C., quando fu istituita la provincia romana di Giudea, il governatore della Siria Quirinio indisse dietro indicazione di Augusto un censimento per valutare il patrimonio di Archelao (vedi Censimento di Quirinio). Questo scatenò la rivolta di Giuda il Galileo, prontamente repressa.
- nel 66 scoppiò una nuova rivolta (Prima guerra giudaica), contrastata prima da Vespasiano poi Tito, che portò alla conquista di Gerusalemme e alla distruzione e saccheggio del tempio nel 70. Fu sedata definitivamente nel 74 con la presa di Masada. I morti complessivi tra gli Ebrei furono circa 600 000, circa metà della popolazione palestinese.
- tra il 115-117 insorsero diverse comunità ebraiche della diaspora (soprattutto Cirene, Alessandria d'Egitto, Cipro con alcuni focolai in Mesopotamia). È conosciuta come Seconda guerra giudaica.
- nel 132 insorsero nuovamente gli Ebrei in Giudea, guidati da Simone Bar Kokheba ("figlio della stella") ]. La rivolta, nota come Terza guerra giudaica fu sedata nel 135. Secondo le fonti storiche i morti tra gli Ebrei furono circa 850 000, cifra probabilmente esagerata. L'imperatore Adriano vietò l'ingresso a Gerusalemme ai Giudei, "rifondando" la città col nome di Aelia Capitolina; agli ebrei fu permesso di visitarla solo nel giorno di Tisha b'Av. Da allora gli Ebrei vissero principalmente nella diaspora (=dispersione), fuori dalla Palestina.[33][34]

### Diaspora

Sinagoghe della diaspora nei secoli I-II d.C.

Al tempo di Augusto gli Ebrei nell'impero romano erano circa 4,5 milioni (circa il 7% della popolazione), dei quali solo 1 milione in Palestina. Con la presa e distruzione di Gerusalemme del 70 gli ebrei vissero dispersi nelle varie regioni prima nell'impero romano poi nell'Europa.
La diaspora ebraica inizia con la conquista assira e continua su una scala molto più grande con la conquista babilonese, in cui la Tribù di Giuda viene esiliata a Babilonia insieme al re detronizzato di Giuda, Ioiachin, nel VI secolo a.C., portato in cattività nel 597. L'esilio continua anche dopo la distruzione del Tempio di Gerusalemme nel 586. Molti più ebrei emigrarono a Babilonia nel 135 d.C., dopo la rivolta di Bar Kokhba e nei secoli successivi.
Molti degli ebrei giudei furono venduti in schiavitù, mentre altri divennero cittadini di altre parti dell'Impero romano. Il libro degli Atti degli Apostoli nel Nuovo Testamento, così come alcuni testi paolini, fanno spesso riferimento alle grandi popolazioni dell'ebraismo ellenizzato nelle città del mondo romano. Tali ebrei ellenizzati furono coinvolti nella diaspora solo nel suo senso spirituale, assorbendone la sensazione di perdita e di abbandono che è diventata una pietra miliare del credo ebraico, molto sostenuto da persecuzioni in varie parti del mondo. La politica di promozione del proselitismo e della conversione all'ebraismo, che diffuse la religione ebraica in tutta la civiltà ellenistica, sembra placarsi con le guerre contro i romani.
Di importanza fondamentale per la riconfigurazione della tradizione ebraica, dalla religione basata sul Tempio alle tradizioni rabbiniche della diaspora, fu lo sviluppo delle interpretazioni della Torah esposte nella Mishnah e Talmud.

### Tardo periodo romano in Terra d'Israele

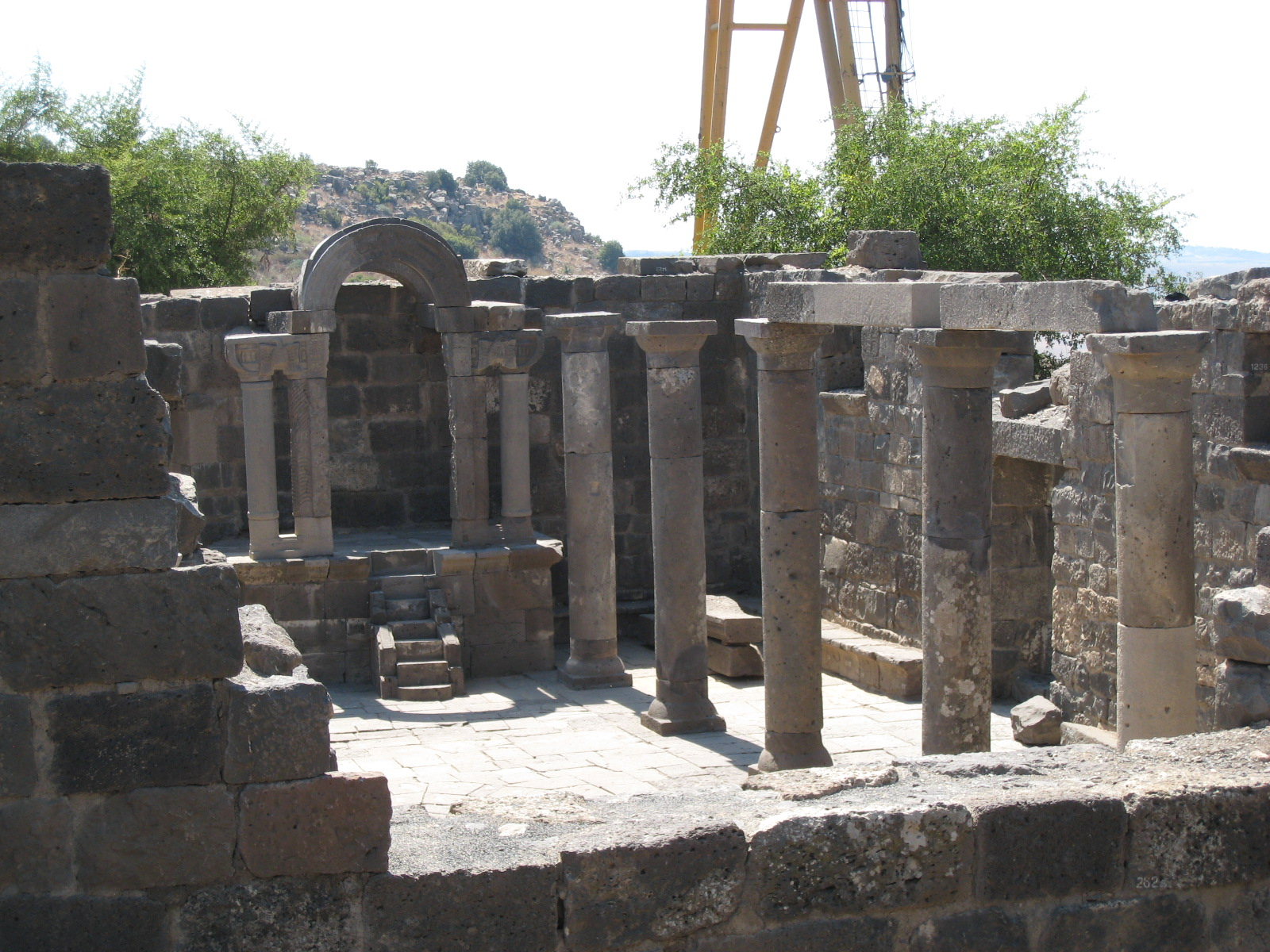
Sinagoga Umm el Kanatir (Madre degli Archi), sulle Alture del Golan, risalente ai secoli VI-VIII

Nonostante il fallimento della rivolta di Bar Kokhba, un numero considerevole di ebrei rimase in Terra d'Israele. Gli ebrei che permasero attraversarono numerose esperienze e conflitti armati contro occupanti stranieri consecutivi. Alcuni dei più famosi e importanti testi ebraici furono composti in città israeliane in questo periodo. Il completamento della Mishnah, il sistema di niqqud (segni diacritici di vocalizzazione) e la compilazione del Talmud di Gerusalemme (Yerushalmi) sono esempi.
In quest'epoca furono attivi i dotti tannaim e amoraim, rabbini che organizzavano e dibattevano la Legge orale ebraica. Le decisioni e interpretazioni dei tannaim sono contenute nella Mishnah, Beraita, Tosefta e varie compilazioni midrashiche. La Mishnah fu completata subito dopo il 200 d.C., probabilmente da Yehudah HaNasi. I commentari degli amoraim sulla Mishnah furono compilati nell'ambito del Talmud gerosolimitano, che fu terminato verso il 400, probabilmente a Tiberiade.
Nel 351 d.C., la popolazione ebraica di Zippori, sotto il comando di Patricius, iniziò una rivolta contro il governo di Costanzo Gallo, genero dell'imperatore Costanzo II. La rivolta venne infine spenta dal generale di Gallo, Ursicino (nel 354 l'imperatore fece comunque giustiziare Gallo, a causa del suo governo incapace e fallimentare).
Secondo la tradizione ebraica, nel 359 il rabbino amora Hillel II creò il calendario ebraico sulla base dell'anno lunare. Fino ad allora, l'intera comunità ebraica al di fuori della terra d'Israele dipendeva dal calendario sancito dal Sinedrio; ciò era necessario per la corretta osservanza dei giorni sacri ebraici. Tuttavia, gli osservanti erano in costante pericolo a causa delle sanzioni contro gli ebrei che praticavano le liturgie festive, in particolar modo i messaggeri che giravano per distanti città a comunicare le date liturgiche del Sinedrio. Poiché le persecuzioni religiose continuavano, Hillel determinò di fornire un calendario autorizzato per tutto il tempo futuro.
Nel 363, poco prima di lanciare la sua campagna contro i Sasanidi, Flavio Claudio Giuliano, ultimo imperatore romano pagano, permise agli ebrei di ritornare alla "santa Gerusalemme, che avete per molti anni desiderato vedere ricostruita" e di ricostruire il Tempio. Ma la campagna di Giuliano contro i Persiani fallì e fu ucciso in battaglia il 26 giugno 363. Il tempio non fu ricostruito.

## Medioevo

### Gli ebrei di Babilonia (219 – 1250)

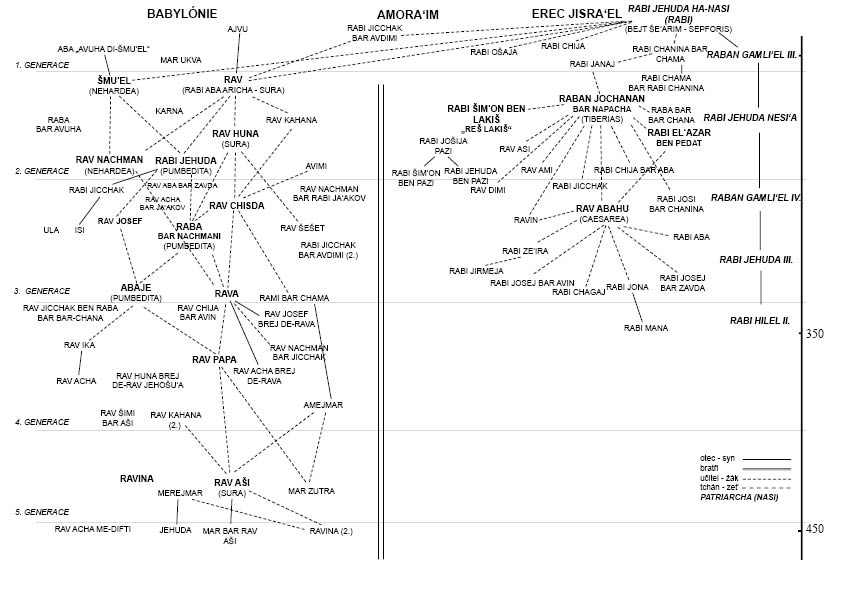
Successione degli studiosi rabbinici nel periodo talmudico

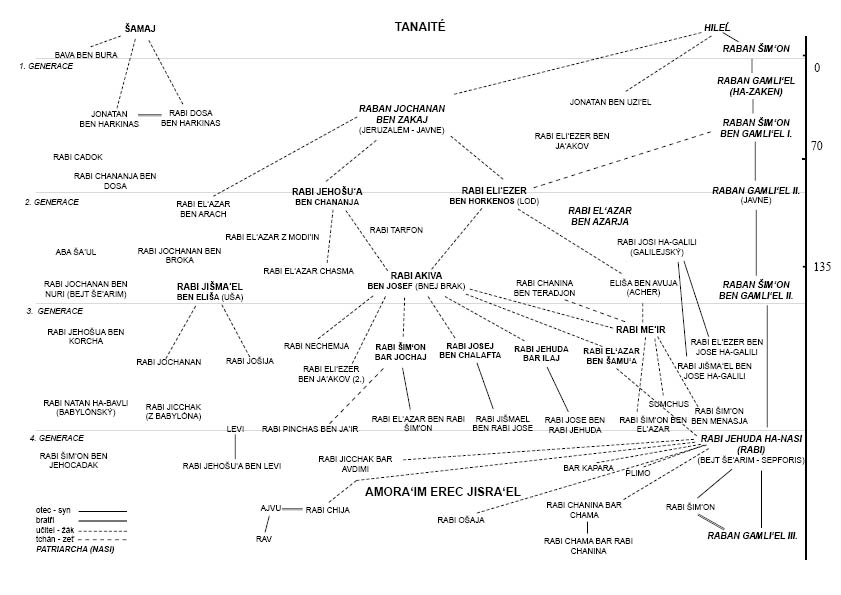
Successione degli studiosi rabbinici nel periodo mishnaico

Dopo la caduta di Gerusalemme, Babilonia (Iraq moderno) divenne il fulcro dell'Ebraismo per più di mille anni. Le prime comunità ebraiche babilonesi iniziarono con l'esilio della Tribù di Giuda a Babilonia con Ioiachin nel 597 a.C., come anche dopo la distruzione del Tempio di Gerusalemme nel 586. Molti altri ebrei emigrarono a Babilonia nel 135 d.C. dopo la rivolta di Bar Kokhba e nei secoli successivi. Babilonia, dove alcune delle più grandi e più importanti città e le comunità ebraiche furono stabilite, divenne il centro della vita ebraica fino a tutto il XIII secolo. Con il primo secolo, Babilonia già annoverava una crescente popolazione stimata ad un milione di ebrei, che aumentò a circa 2 milioni tra gli anni 200 d.C. e 500, sia per crescita naturale che per immigrazione di più ebrei dalla Terra d'Israele, costituendo circa 1/6 della popolazione ebraica mondiale in quell'epoca. Fu lì che si redassero il Talmud babilonese (Bavli) nelle lingue usate dagli ebrei dell'antica Babilonia: ebraico e aramaico. Gli ebrei stabilirono accademie talmudiche a Babilonia, note anche come il Accademia Geoniche (da "Geonim", che significa "splendore" in ebraico biblico o "geni"), che divennero il centro dello studio ebraico e dello sviluppo della Legge ebraica (Halakhah) in Babilonia da circa il 500 al 1038. Le due accademie più famose furono quella di Pumbedita e quella di Sura. Importanti yeshivot furono inoltre situate a Nehardea e Mahuza. Le accademie talmudiche (yeshiva) diventarono una parte principale della cultura e dell'educazione ebraica, e gli ebrei continuarono a istituire accademia yeshivah in Europa occidentale e orientale, Nordafrica e, nei secoli più tardi, in America e in altri paesi del mondo dove gli ebrei vivevano nella diaspora. Lo studio talmudico nelle yeshivah continua a tutt'oggi con la creazione di un gran numero di accademie, la maggior parte dei quali situate negli Stati Uniti e Israele.

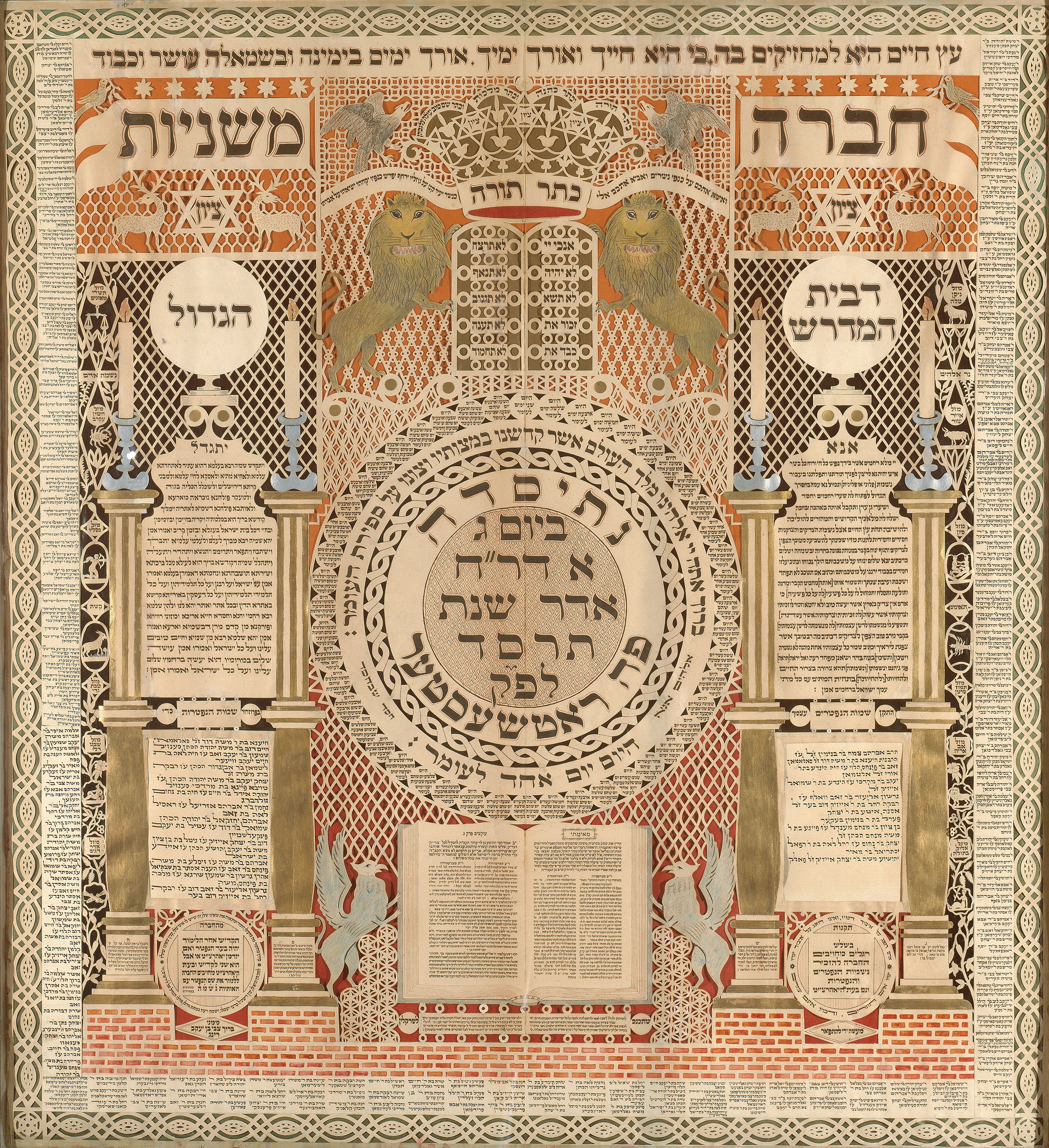
Raffigurazione artistica su pergamena delle scritture ebraiche (Conteggio dell'Omer e memoriale)

Queste yeshivah talmudiche a Babilonia seguirono all'era degli Amoraim ("esegeti") - i saggi del Talmud che erano attivi (sia in Terra d'Israele che in Babilonia) durante la fine dell'era di chiusura della Mishnah e fino ai tempi del completamento del Talmud (220-500), e dopo i Savoraim ("ragionatori") - i saggi dei Beth midrash (luoghi di studio della Torah) in Babilonia dalla fine dell'era degli Amoraim (V secolo) e fino all'inizio dell'era dei Geonim. I Geonim (in ebraico גאונים‎?) furono i presidenti dei due grandi collegi rabbinici di Sura e Pumbedita, guide spirituali accettate dalle comunità ebraiche di tutto il mondo nei primi anni dell'era medievale, in contrasto con il Resh Galuta (esilarca), che esercitava l'autorità laica/secolare sugli ebrei in terre islamiche. Secondo le tradizioni, i Resh Galuta erano discendenti dei re di Giuda, che è il motivo per cui i re di Partia li trattavano con molto onore.
Per gli ebrei della tarda antichità e primo medioevo, le yeshivot di Babilonia servirono spesso la stessa funzione dell'antico Sinedrio, cioè, come un consiglio di autorità religiose ebraiche. Le accademie erano state fondate nella babilonia pre-islamica, sotto la dinastia zoroastriano sasanide e si trovavano non lontano dalla capitale sasanide di Ctesifonte, che a quel tempo era la più grande città del mondo. Dopo la conquista della Persia nel VII secolo, le accademie successivamente operarono per 400 anni sotto il califfato islamico. Il primo Gaon di Sura, secondo Sherira Gaon (906-1006), fu Mar bar Rab Chanan, che assunse l'ufficio in 609. L'ultimo Gaon di Sura fu Samuel ben Hofni, che morì nel 1034; l'ultimo Gaon di Pumbedita fu Hezekiah Gaon, torturato a morte nel 1040 – per cui l'attività del Geonim copre un periodo di circa 450 anni.
Una delle principali sedi dell'ebraismo babilonese fu Nehardea, che era allora una città molto grande composta principalmente da ebrei. Un'antica sinagoga, costruita, si credeva, dal re Ioiachin, esisteva già a Nehardea. A Huzal, vicino a Nehardea, c'era un'altra sinagoga, non lontana da dove si potevano vedere le rovine dell'accademia di Esdra. Nel periodo precedente ad Adriano, Rabbi Akiva, al suo arrivo a Nehardea in missione dal Sinedrio, prese parte ad una discussione con uno studioso ivi residente su un punto di normativa matrimoniale (Mishnah Yeb., fine). Allo stesso tempo, vi era a Nisibi (Mesopotamia settentrionale), un collegio ebraico eccellente, a capo del quale si trovava Judah ben Bathyra, e in cui molti studiosi della Giudea avevano trovato rifugio al tempo delle persecuzioni. Ottenne una certa importanza temporanea anche una scuola a Nehar-Peḳod, fondata dall'immigrato giudeo Hananiah, nipote di Joshua ben Hananiah – tale scuola avrebbe potuto essere la causa di uno scisma tra gli ebrei di Babilonia e quelli di Giudea-Israele, se le autorità della Giudea non avessero prontamente fermato le ambizioni di Hananiah.

### Periodo bizantino in Terra d'Israele (324 – 638)
351–352

Rivolta ebraica contro Gallo,

Comunità e accademia ebraiche
allo sbando

358

Hillel II istituisce il Calendario ebraico

361–363

Tentativo di ricostruzione del tempio
sotto Giuliano

425

Muore Gamliel VI, ultimo Principe del
Sinedrio

429

Patriarcato ebraico abolito da
Teodosio II

438

Eudossia permette la preghiera ebraica
sul Monte del Tempio

450

Redazione del Talmud gerosolimitano

614–617

Ebrei ottengono l'autonomia a Gerusalemme
sotto i Persiani

625

Fiorisce il poeta poeta liturgico Yannai
Gli ebrei si diffusero anche per tutto l'Impero romano, e ciò continuò in misura minore nel periodo della dominazione bizantina nel Mediterraneo centro-orientale. Il cristianesimo militante ed esclusivo, ed il cesaropapismo dell'Impero bizantino non trattarono bene gli ebrei, e la condizione e l'influenza della diaspora ebraica nell'impero diminuì drasticamente.
Fu politica cristiana ufficiale, convertire gli ebrei al cristianesimo, e la leadership cristiana utilizzò il potere ufficiale di Roma nei propri tentativi. Nel 351 gli ebrei si ribellarono contro le pressioni aggiuntive del loro governatore, Costanzo Gallo. Gallo domò la rivolta e distrusse le principali città della zona di Galilea, dove era iniziata la rivolta. Zippori e Lidda (sede di due delle maggiori accademie legali) non si ripresero mai più.

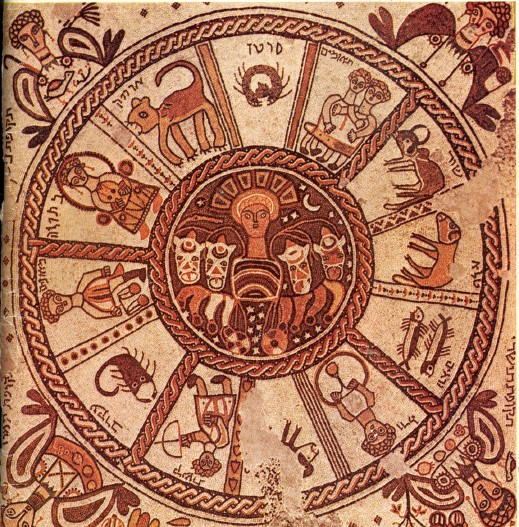
Mosaico del pavimento di una sinagoga a Beit Alpha (V secolo)

In questo periodo, il Nasi di Tiberiade, Hillel II, creò un calendario ufficiale, che non aveva bisogno di avvistamenti mensili della luna. I mesi erano fissati e il calendario non aveva bisogno di ulteriore conferme dalle autorità di Giudea. All'incirca nello stesso tempo, l'accademia ebraica di Tiberiade iniziò a raccogliere e combinare la Mishnah, le baraitot, le spiegazioni e interpretazioni sviluppate da generazioni di studiosi dopo la morte di Yehudah HaNasi. Tale testo combinato fu poi organizzato secondo l'ordine della Mishnah: ogni paragrafo della Mishnah era seguito da una raccolta di tutte le interpretazioni, storie e risposte associate a detta Mishnah. Questo testo è chiamato il Talmud di Gerusalemme.
Gli ebrei di Giudea ricevettero una breve tregua dalla persecuzione ufficiale, durante il regno dell'imperatore Flavio Claudio Giuliano. La politica di Giuliano era di far ritornare il regno all'ellenismo ed incoraggiò gli ebrei a ricostruire Gerusalemme. Poiché il regno di Giuliano durò brevemente, negli anni 361-363, gli ebrei non poterono ricostruire sufficientemente la città prima che il dominio romano cristiano venisse restaurato nell'impero. A partire dal 398, con la consacrazione di Giovanni Crisostomo come patriarca, la retorica cristiana contro gli ebrei continuò ad aumentare: egli predicava sermoni con titoli come Contro gli ebrei e Sulle Statue, Omelia 17, in cui Giovanni predica contro "la malattia ebraica". Tale linguaggio pesante contribuì a creare un clima di sfiducia ed odio dei cristiani contro i grandi insediamenti ebraici, come quelli in Antiochia e Costantinopoli.

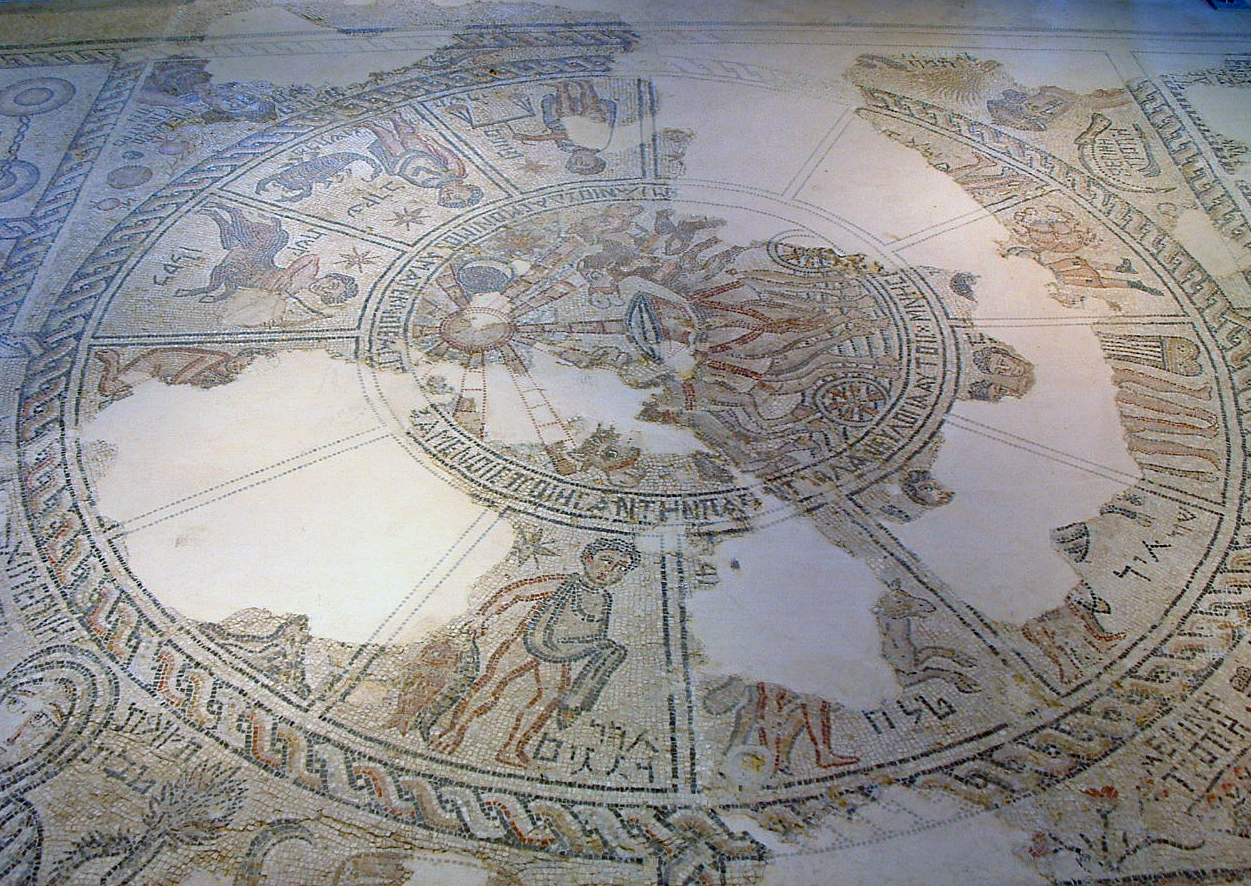
Mosaico della sinagoga di Zippori (V secolo)

Alla fine del IV secolo, l'imperatore Teodosio I emise una serie di decreti che istituivano ufficialmente le persecuzioni contro gli ebrei. Agli ebrei non era permesso di possedere schiavi, costruire nuove sinagoghe, ricoprire cariche pubbliche o difendere casi tra ebreo e non-ebreo. I matrimoni misti furono dichiarati un reato capitale, come anche la conversione di un cristiano all'ebraismo. Teodosio eliminò il Sinedrio e abolì la rispettiva carica di Nasi (presidente). Sotto il imperatore Giustiniano I, le autorità ulteriormente limitarono i diritti civili degli ebrei, e misero a rischio i loro privilegi religiosi. L'imperatore interferì anche negli affari interni della sinagoga, e vietò, per esempio, l'uso della lingua ebraica nelle funzioni rituali. Coloro che disobbedivano a tali restrizioni venivano minacciati di pene corporali, esilio, e perdita dei beni. Gli ebrei di Borium, non lontano da Syrtis Major, che resistettero al generale bizantino Belisario nella sua campagna contro i Vandali, furono obbligati a convertirsi al cristianesimo e la loro sinagoga fu convertita in chiesa.
Giustiniano e dei suoi successori avevano interessi al di fuori della provincia di Giudea, ed aveva truppe insufficienti a far rispettare le succitate regole. Come risultato, il V secolo fu un periodo in cui una serie di nuove sinagoghe vennero costruite, molte delle quali con splendidi pavimenti a mosaico. Gli ebrei adottarono le ricche forme d'arte della cultura bizantina. I mosaici ebraici del periodo ritraggono persone, animali, menorah, zodiaci e personaggi biblici. Eccellenti esempi di questi pavimenti sinagogali sono stati trovati a Beit Alpha (che include una scena di Abramo che sacrifica un montone al posto del figlio Isacco, con uno zodiaco), Tiberiade, Beit Shean e Zippori.
L'esistenza precaria degli ebrei sotto il dominio bizantino non durò a lungo, in gran parte per l'esplosione della religione musulmana fuori della remota penisola araba (dove risiedevano grandi popolazioni di ebrei). Il Califfato musulmano espulse i bizantini dalla Terra santa (o Levante, definito come moderni Israele, Giordania, Libano e Siria) nel giro di pochi anni dalla loro vittoria nella Battaglia dello Yarmuk nel 636. Numerosi ebrei fuggirono dai rimanenti territori bizantini preferendo risiedere nel Califfato durante i secoli successivi.

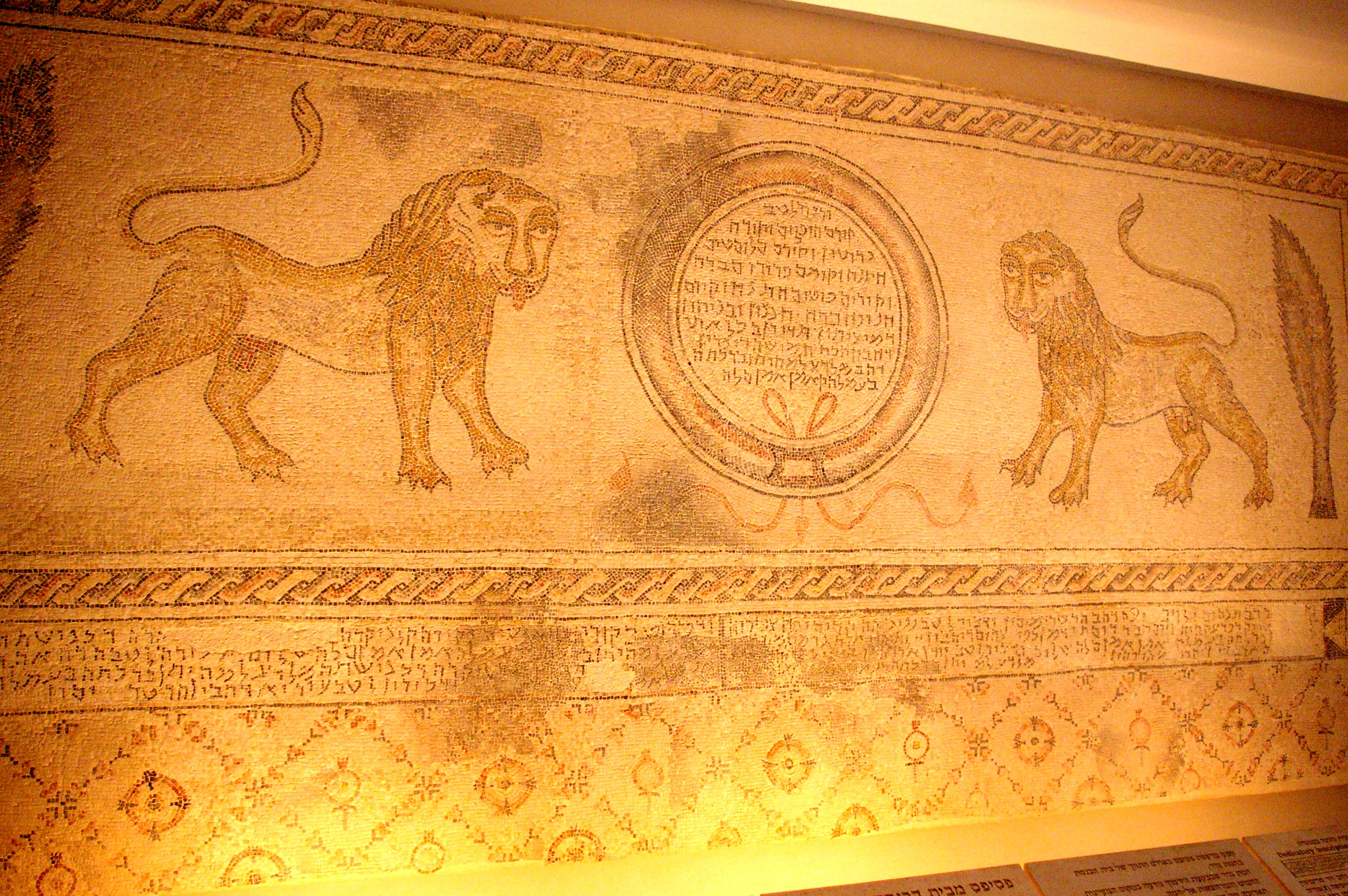
Mosaico del pavimento della sinagoga a Hamat Gader (V-VI secolo)

La dimensione della comunità ebraica nell'Impero bizantino non fu influenzata da tentativi di alcuni imperatori (in particolare Giustiniano) di convertire forzatamente gli ebrei dell'Anatolia al cristianesimo, in quanto questi tentativi incontrarono scarso successo. Tuttavia non si registrano a Bisanzio persecuzioni del genere endemico che imperversava in quel periodo in Europa occidentale (pogrom, roghi, espulsioni di massa, ecc.) Gran parte della popolazione ebrea di Costantinopoli rimase in loco dopo la conquista della città da parte di Maometto II.
Nel corso dei secoli VII e VIII, i Cazari, una tribù turca – che da circa tre secoli (ca. 650-965) dominavano la vasta area che si estende dalle steppe Volga-Don alla Crimea orientale e Caucaso settentrionale – sembrano essersi convertiti all'Ebraismo. La totalità di questa conversione non è chiara. Esisteva in Crimea una popolazione ebraica fin dall'epoca ellenistica e le conversioni potrebbero essere state rafforzate da immigrati ebrei che entravano nella regione, emigrati dalle aree del dominio bizantino.
Forse nel IV secolo, il Regno di Semien (in ebraico ממלכת סאמיאן‎?), noto anche col nome Regno di Beta Israel (in ebraico ממלכת ביתא ישראל‎?) venne istituita come nazione ebraica nell'area nordoccidentale della moderna Etiopia, in Abissinia, che durò fino al XVII secolo al tempo dell'imperatore Susenyos I d'Etiopia.

### Periodo islamico in Terra d'Israele (638 – 1099)
638

ʿUmar permette agli ebrei di tornare
a Gerusalemme

691-705

Islamizzazione del Monte del Tempio

720

Ebrei esclusi permanentemente
dal salire al Monte del Tempio

ca. 750

Gaonato palestinese basato a
Tiberiade

ca. 850

Sede del Gaonato
trasferito a Gerusalemme

875

Caraiti risiedono a
Gerusalemme

921

Controversia sui calcoli di calendariocalandarical di
Rabbi Aaron ben Meïr

960

Masoreta e sofer Aaron ben Asher
muore a Tiberiade

1071

Gaonato palestinese esiliato a Tiro
Nel 638 l'Impero bizantino perse il controllo del Levante. L'arabo Califfato dei Rashidun, presieduto da ʿUmar ibn al-Khaṭṭāb, conquistò Gerusalemme e le terre di Mesopotamia, la Siria, la Palestina e l'Egitto. Dopo il cambio di potere e dominio, gli ebrei controllavano ancora gran parte del commercio in Palestina. Secondo il geografo arabo al-Muqaddasi, gli ebrei lavoravano come "saggiatori di monete, tintori, conciatori e banchieri della comunità". Durante il periodo fatimide, molti funzionari ebrei servirono nel nuovo califfato e nei successivi regni arabi. L'accademico e storico Moshe Gil documenta che al tempo della conquista araba nel VII secolo, la maggioranza della popolazione era ebrea.
Durante questo tempo gli ebrei vissero in comunità fiorenti sparse per tutta la Babilonia.
Nel periodo gaonico (650-1250), le accademie yeshivah babilonesi furono i principali centri di cultura ebraica, e i Gaonim (trad. "splendore" o "geni") a guida di queste scuole, furono riconosciuti come le più alte autorità della Legge ebraica.
Sebbene la vita ebraica migliorasse sotto il dominio islamico, un'utopia interreligiosa di certo non esistette. Durante il dominio islamico, venne introdotto il Patto di Umar che proteggeva gli ebrei, ma metteva loro molte restrizioni. A partire dall'XI secolo ci sono stati casi di pogrom contro gli ebrei. Esempi di scoppi di fanatismo popolare antisemita od antiebraico, includono il Massacro di Granada del 1066, la distruzione dell'intero quartiere ebraico nella città andalusa di Granada. In Nordafrica ci furono casi di violenza contro gli ebrei del Medioevo, e in altre terre arabe inclusi Egitto, Siria, e Yemen. La popolazione ebraica venne confinata in quartieri isolati, o mellah, in Marocco dal XV secolo. Nelle città, la mellah era circondata da mura con una porta fortificata. In contrasto, le mellah rurali erano villaggi separati abitati esclusivamente da ebrei. Gli Almohadi, che avevano preso il controllo di gran parte dell'Iberia islamica dal 1172, erano molto più fondamentalisti dei tolleranti Almoravidi e trattavano duramente i dhimmi. Ebrei e cristiani furono espulsi dal Marocco e dalla Spagna islamica. Di fronte alla scelta tra morte o conversione, alcuni ebrei, come la famiglia di Maimonide, fuggirono a sud e ad est verso le terre musulmane più tolleranti, mentre altri andarono verso nord, per stabilirsi nei nuovi regni cristiani. Dopo le prime grandi ondate di conquista, l'atteggiamento degli Almohadi divenne meno intransigente. Molte sinagoghe precedentemente distrutte, chiuse o convertite in moschee vennero ricostruite o riaperte, molte famiglie convertite con la forza all'islam vennero autorizzate a riconvertirsi al giudaismo, alcune anche dopo due o tre generazioni.
Lo storico Mark R. Cohen scrive che conclusioni circa la vita ebraica sotto il dominio islamico, può essere appurata solo attraverso un approccio comparativo. Agli ebrei sotto dominio islamico fu inflitta meno violenza fisica rispetto a quella provata sotto il dominio cristiano occidentale. Cohen crede che una ragione di ciò sia stata che l'Islam, a differenza del Cristianesimo, non necessitava di formarsi un'identità separata dall'Ebraismo. Afferma inoltre che gli ebrei erano una minaccia meno forte per i musulmani che non per i cristiani, durante il Medioevo. Casi isolati di persecuzione in verità accaddero, ma questo non cambia il fatto che gli ebrei siano stati trattati in maniera adeguata. Cohen nota anche che molti hanno usato il mito degli ebrei maltrattati dai domini musulmani per supportare le proprie posizioni politiche in risposta alla propaganda.

### Età d'oro ebraica (711 - 1031)

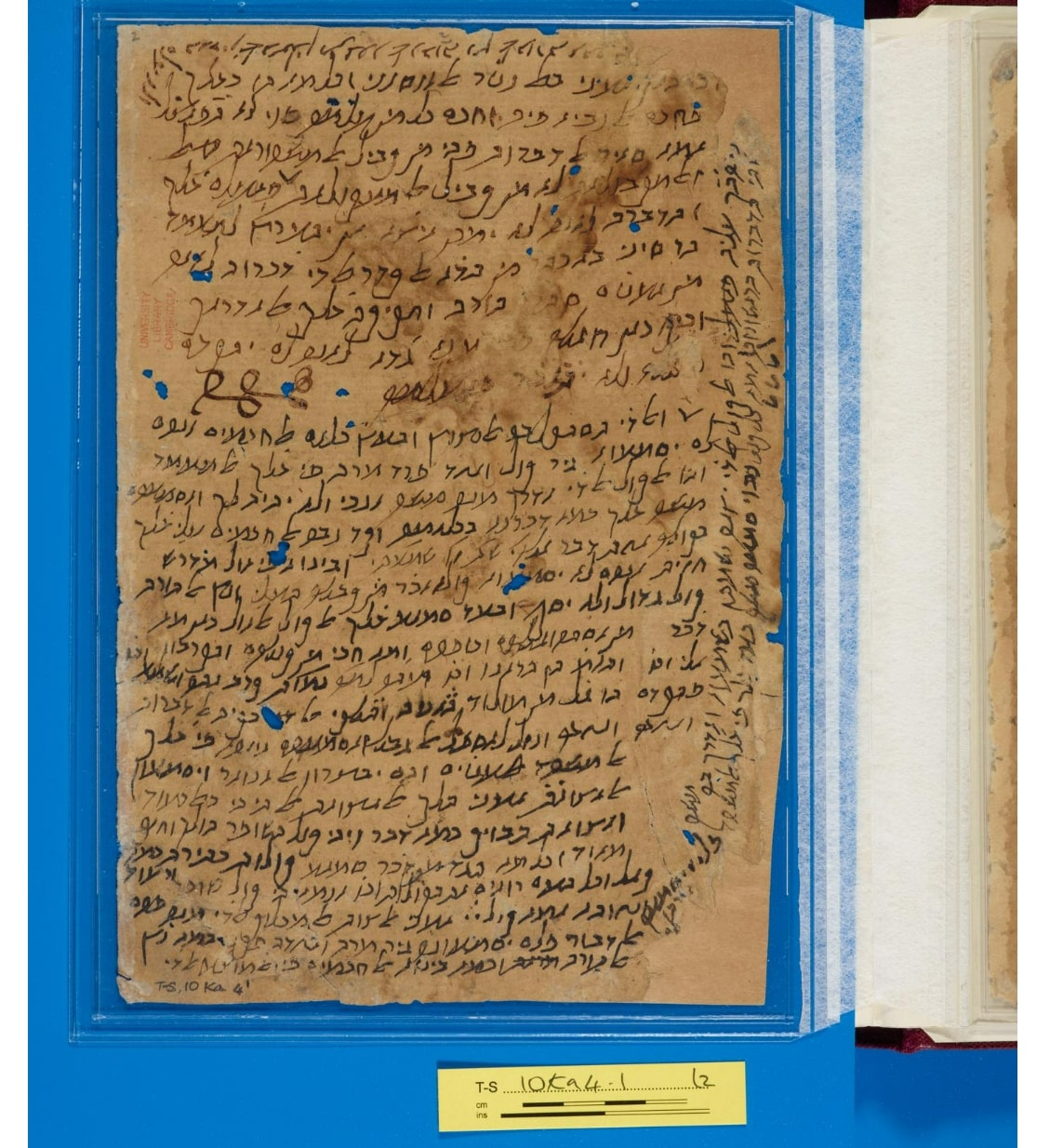
Manoscritto di Maimonide in arabo con caratteri ebraici, XII secolo

L'età d'oro della cultura ebraica in Spagna ha coinciso con il medioevo in Europa, per un periodo di dominio musulmano in gran parte della penisola iberica. Durante quel tempo, gli ebrei vennero generalmente accettati nella società e la vita religiosa, culturale ed economica ebraica fiorirono.
Così sorse un periodo di tolleranza per gli ebrei della penisola iberica, il cui numero aumentò notevolmente per l'immigrazione dall'Africa in seguito alla conquista musulmana. Soprattutto dopo il 912, durante il regno di ʿAbd al-Raḥmān III e di suo figlio, al-Ḥakam II, gli ebrei prosperarono, dedicandosi al servizio del Califfato di Cordova, allo studio delle scienze, al commercio ed all'industria, in particolare al mercato della seta e degli schiavi, in tal modo promuovendo la prosperità del paese. L'espansione economica ebraica fu senza pari. A Toledo, gli ebrei si dedicarono alla traduzione di testi arabi nelle lingue romanze, nonché alla traduzione di testi ebraici e greci in arabo. Gli ebrei contribuirono anche alla botanica, geografia, medicina, matematica, poesia e filosofia.
Il medico di corte e visir di ʿAbd al-Raḥmān fu Hasdai ben Isaac ibn Shaprut, patrono di Menahem ben Saruq, Dunash ben Labrat e di altri studiosi e poeti ebrei. Il pensiero ebraico durante questo periodo fiorì con personaggi famosi come Samuel Ha-Nagid, Moses ibn Ezra, Solomon ibn Gabirol, Yehuda Ha-Levi e Mosè Maimonide. Durante il governo diʿAbd al-Raḥmān, lo studioso Moses ben Enoc fu nominato rabbino di Cordova e di conseguenza al-Andalus divenne il centro di studio talmudico, e Cordova il luogo d'incontro di dotti ebrei.
Ma, oltre agli studi, il contributo ebraico fu rilevante anche in campo commerciale e finanziario, grazie all'attività dei Radaniti, molti dei quali agirono proprio in al-Andalus.
L'età d'oro finì con l'invasione della Reconquista e quella degli Almohadi. La grande presenza degli ebrei nell'Iberia continuò fino a che furono forzatamente espulsi in massa con il Decreto di Alhambra della Spagna cristiana nel 1492 con un editto simile emesso dal Portogallo cristiano nel 1496.

### Crociate in Terra d'Israele (1099 – 1260)

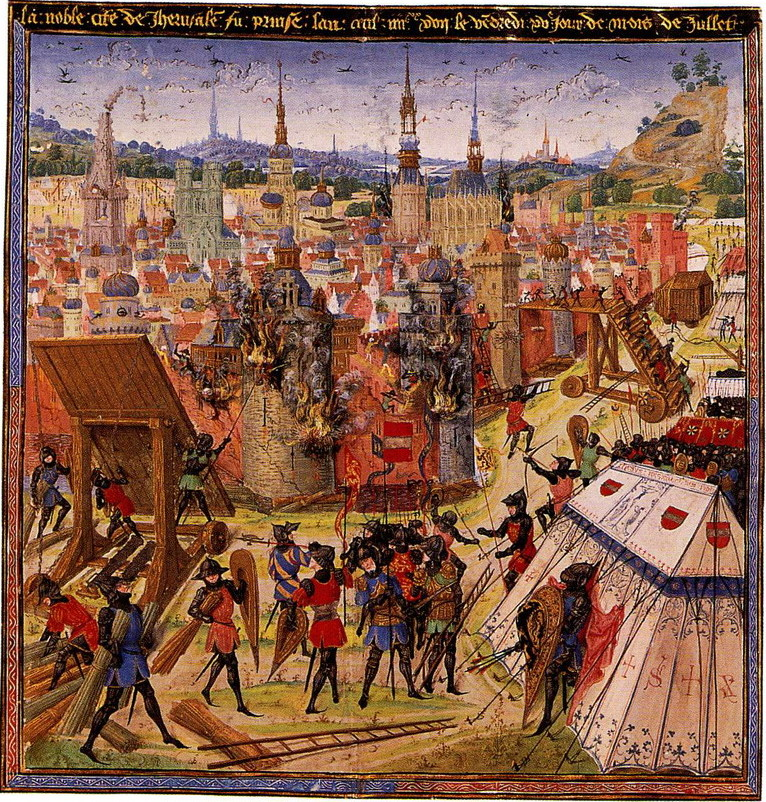
Cattura di Gerusalemme, 1099

Nel 1099, gli ebrei aiutarono gli Arabi a difendere Gerusalemme contro i crociati. Quando la città cadde, i crociati riunirono molti ebrei in una sinagoga ed appiccarono il fuoco. Ad Haifa, gli ebrei quasi da soli difesero la città contro i crociati, resistendo per un mese (giugno-luglio 1099). In quel tempo esistevano comunità ebraiche sparse in tutto il paese, tra cui Gerusalemme, Tiberiade, Ramla, Ashkelon, Cesarea e Gaza. Poiché agli ebrei non era permesso di possedere terra durante il periodo crociato, lavoravano come commercianti ed altri mestieri nelle città costiere durante i periodi di quiescenza. La maggior parte erano artigiani: vetrai a Sidone, pellicciai e tintori a Gerusalemme.
In questo periodo, i Masoreti di Tiberiade stabilirono l'ortografia della lingua ebraica, o niqqud, un sistema di punteggiatura diacritica vocalica usato nell'alfabeto ebraico. Numerosi piyyutim e midrashim vennero redatti in Palestina in quest'epoca.
Maimonide scrisse che nel 1165 ebbe a visitare Gerusalemme e si recò sul Monte del Tempio, dove pregò nella "grande casa santa". Il Rambam convenne una festa annuale per sé ed i suoi figli, il 6 di Cheshvan, a commemorare il giorno in cui si era recato al Monte del Tempio a pregare, e un'altra ricorrenza, il 9 di Cheshvan, a commemorare il giorno che fu privilegiato di pregare nella Grotta dei Patriarchi a Hebron.
Nel 1141 Yehuda Ha-Levi pubblicò un invito agli ebrei di emigrare nella terra di Israele e fece il lungo viaggio egli stesso. Dopo un passaggio burrascoso da Cordova, arrivò ad Alessandria d'Egitto dove venne accolto entusiasticamente da amici e ammiratori. A Damietta venne calorosamente pregato dal suo amico Halfon ha-Levi di rimanere in Egitto, dove sarebbe stato libero da oppressioni intolleranti. Ma Ha-Levi proseguì il suo itinerario per via terra, incontrando gli ebrei di Tiro e Damasco. La leggenda ebraica racconta che, giunto vicino a Gerusalemme, venne sopraffatto dall'emozione alla vista della Città Santa e compose la sua più bella elegia, la celebre "Sionidi" (Zion ha-lo Tish'ali). In quell'istante, un Arabo arrivò al galoppo da una porta e lo travolse, uccidendolo nell'incidente.

### Periodo dei Mamelucchi in Terra d'Israele (1260 – 1517)
1191

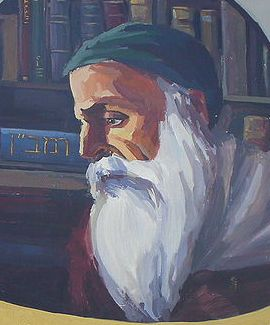
Nahmanide,
raffigurato artisticamente

Ebrei di Ashkelon arrivano a Gerusalemme

1198

Ebrei del Maghreb arrivano a Gerusalemme

1204

Maimonide sepolto a Tiberiade

1209-1211

Immigrazione di 300 rabbini
francesi e inglesi

1217

Yehuda Alharizi lamenta lo stato del
Monte del Tempio

1260

Yechiel di Parigi fonda una
accademia talmudica ad Acri

1266

Agli ebrei è vietato entrare nella
Grotta dei Patriarchi a Hebron

1267

Nahmanide arriva a Gerusalemme:
istituita la sinagoga del Ramban

1286

Meir di Rothenburg incarcerato
dopo un tentativo di emigrare
in Palestina

1355

Il medico e geografo
Ishtori Haparchi muore a Beit She'an
1428

Ebrei tentano di comprare la Tomba di Davide: il Papa proibisce alle navi
di trasportare ebrei in Palestina

1434

Elia di Ferrara si stabilisce a Gerusalemme

1441

La carestia costringe gli ebrei di Gerusalemme ad inviare un
emissario in Europa

1455

Fallisce il tentativo di immigrazione su larga scala dalla Sicilia

1474

La Grande Sinagoga di Gerusalemme demolita dal popolo arabo

1488

Obadiah di Bertinoro inizia il
revival di Gerusalemme

1507

Joseph Saragossi muore a Safed
Negli anni 1260-1516, la terra di Israele formava parte dell'Impero dei Mamelucchi, che governarono inizialmente dalla Turchia, quindi dall'Egitto. Guerra, rivolte, spargimenti di sangue e distruzione perseguirono la famiglia e discendenti di Maimonide. Gli ebrei soffrirono persecuzioni e umiliazioni, ma i documenti superstiti confermano almeno 30 comunità urbane e rurali ebraiche agli inizi del XVI secolo.
Si registra che Nahmanide si stabilì nella Città Vecchia di Gerusalemme verso il 1267. Si trasferì poi ad Acri, dove fu attivo nel diffondere la cultura ebraica, a quel tempo trascurata in Terra santa. Raccolse un circolo di allievi intorno a sé, e la gente venne a frotte, anche dal distretto dell'Eufrate, per sentirlo. Si narra che anche i Caraiti frequentassero le sue lezioni, tra i quali Aaron ben Joseph il Vecchio che in seguito divenne uno delle più importanti autorità caraite. Poco dopo il suo arrivo a Gerusalemme, Nahmanide indirizzò una lettera a suo figlio Nahman, in cui descriveva la desolazione della Città Santa. A quel tempo, aveva solo due abitanti ebrei - due fratelli, tintori di mestiere. In una lettera successiva da Acri, Nahmanide consiglia al figlio di coltivare l'umiltà, che ritiene essere la prima delle virtù. In un'altra, indirizzata al suo secondo figlio, che occupava una posizione ufficiale presso la Corte di Castiglia, Nahmanide raccomanda la recita delle preghiere quotidiane e mette in guardia soprattutto contro l'immoralità. Nahmanides morì dopo aver raggiunto i settantasei anni e le sue spoglie furono sepolte a Haifa, vicino alla tomba di Yechiel di Parigi.
Yechiel stesso – autorevole rabbino talmudista – era emigrato ad Acri nel 1260, insieme a suo figlio e ad un numeroso gruppo di seguaci. Lì fondò l'accademia talmudica Midrash haGadol d'Paris. Si pensa sia morto ad Acri tra il 1265 e il 1268. Nel 1488 Obadiah ben Abraham di Bertinoro, commentatore della Mishnah, arrivò a Gerusalemme; ciò segnò un nuovo periodo di ritorno della comunità ebraica nella Città Santa.

#### Spagna, Nordafrica e Medio Oriente
Durante il Medioevo, gli ebrei furono generalmente trattati meglio dai governanti islamici che da quelli cristiani. Nonostante la loro cittadinanza di seconda classe, gli ebrei svolgevano ruoli di primo piano nelle corti musulmane e stavano attraversando un'"Età d'oro" nella Spagna musulmana negli anni 900-1100, sebbene la situazione peggiorasse dopo tale termine. Tuttavia, sommosse causarono la morte di ebrei in Nordafrica nel corso dei secoli; e specialmente nel Marocco, Libia e Algeria, dove alla fine gli ebrei furono costretti a vivere nei ghetti.
Durante l'XI secolo, ci fu un pogrom contro gli ebrei di Granada nel 1066. Nel Medioevo, i governi di Egitto, Siria, Iraq e Yemen attuarono decreti che ordinavano la distruzione delle sinagoghe. In certi periodi, gli ebrei furono forzati a convertirsi all'Islam o venire giustiziati, in alcune parti di Yemen, Marocco e Baghdad. Gli Almohadi, che avevano preso il controllo di gran parte dell'Iberia islamica entro il 1172, sorpassarono gli Almoravidi nella loro fede fondamentalista, trattando i dhimmi duramente. Cacciarono sia ebrei che cristiani dal Marocco e dalla Spagna islamica. Di fronte alla scelta tra morte e conversione, molti ebrei emigrarono. Alcuni, come la famiglia di Maimonide, scappò verso sud ed est, verso le terre musulmane più tolleranti, mentre altri si diressero verso il nord per stabilirsi nei nuovi regni cristiani. Dopo le prime grandi ondate di conquista, l'atteggiamento degli Almohadi divenne meno intransigente. Molte sinagoghe precedentemente distrutte, chiuse o convertite in moschee vennero ricostruite o riaperte, molte famiglie convertite con la forza all'islam vennero autorizzate a riconvertirsi al giudaismo, alcune anche dopo due o tre generazioni.

### Europa
Secondo lo scrittore statunitense James Carroll, gli "ebrei rappresentavano il 10% della popolazione totale dell'Impero romano. Con questo rapporto, se altri fattori non fossero intervenuti, ci sarebbero 200 milioni di ebrei nel mondo d'oggi, invece dei correnti 13 milioni."
Popolazioni ebraiche erano esistite in Europa, specialmente nell'area del passato Impero romano, già da tempi molto antichi. Quando i maschi ebrei emigravano, alcuni a volte prendevano mogli dalle popolazioni locali, come dimostrato dai più vari MtDNA, a confronto con il Y-DNA delle popolazioni ebraiche. Tali gruppi si unirono a commercianti e poi a membri della diaspora. I registri delle comunità ebraiche in Francia e Germania risalgono al IV secolo, e notevoli comunità ebraiche sono state annotate in Spagna ancor prima.
Lo storico medievista Norman Cantor e altri studiosi del XX secolo contestano la tradizione che il Medioevo sia stato un momento uniformemente difficile per gli ebrei. Prima che la Chiesa divenisse pienamente organizzata come istituzione, con una serie crescente di regole, la prima società medievale era tollerante. Tra gli anni 800 e 1100, circa 1,5 milioni di ebrei vivevano nell'Europa cristiana. Poiché non erano cristiani, non venivano inclusi come una divisione nella ripartizione del sistema feudale di clero, cavalieri (nobili) e servi. Ciò significa che non dovevano soddisfare le richieste oppressive di lavoro e la coscrizione militare che i popolani cristiani dovevano sopportare. Nei rapporti con la società cristiana, gli ebrei erano protetti da re, principi e vescovi, grazie ai servizi cruciali che fornivano in tre aree: finanziaria, amministrativa e come medici.

I pastori stanno per partire, in una miniatura del XV secolo

Studiosi cristiani interessati alla Bibbia consultavano i rabbini del Talmud. Man mano che la Chiesa cattolica si rafforzava come istituzione, fondò nuovi ordini religiosi di predicazione, come i francescani ed i domenicani, e ci fu un aumento di cristiani della classe media cittadina. Nel 1300, frati e preti locali misero in scena i drammi della Passione durante la Settimana Santa, che descriveva gli ebrei (in abiti contemporanei) mentre uccidevano Cristo secondo i racconti evangelici. Da questo periodo, la persecuzione degli ebrei e le loro deportazioni diventarono endemiche. Intorno al 1500, gli ebrei trovarono una relativa sicurezza e un rinnovamento di prosperità nell'odierna Polonia.
Dopo il 1300, gli ebrei soffrirono ulteriori discriminazioni e persecuzioni nell'Europa cristiana. Poiché ai cattolici era proibito dalla chiesa di prestare denaro a interesse, alcuni ebrei divennero usurai e banchieri importanti. I governanti cristiani a poco a poco videro il vantaggio di avere una tale classe di finanziatori, che potevano fornire capitali a loro uso senza essere passibile di scomunica. Come risultato, il commercio pecuniario dell'Europa occidentale divenne una specialità degli ebrei. Ma in quasi tutti i casi in cui gli ebrei acquisivano grandi quantità di denaro mediante operazioni bancarie, durante la loro vita o al momento della loro morte il re ne prendeva il controllo. Gli ebrei divennero "servi camerae" imperiali, proprietà del re, che potevano presentarli (insieme alle loro proprietà) a principi o città.
Gli ebrei vennero frequentemente massacrati ed esiliati da varie nazioni europee. La persecuzione arrivò al suo primo culmine durante le Crociate. Nella Prima Crociata (1096), le fiorenti comunità su Reno e Danubio furono totalmente distrutte. Nella seconda crociata (1147) gli ebrei in Francia furono oggetto di massacri frequenti. Gli ebrei furono inoltre colpiti dagli attacchi delle Crociata dei pastori del 1251 e 1320. Le Crociate furono seguite da espulsioni, tra cui quella del 1290 che vide la cacciata di tutti gli ebrei inglesi; nel 1396, 100 000 ebrei furono espulsi dalla Francia e, nel 1421, migliaia furono espulsi dall'Austria. Durante questo periodo molti ebrei d'Europa, in fuga o espulsi, migrarono verso la Polonia, dove prosperarono in un'altra Età d'oro.

## Primo periodo moderno

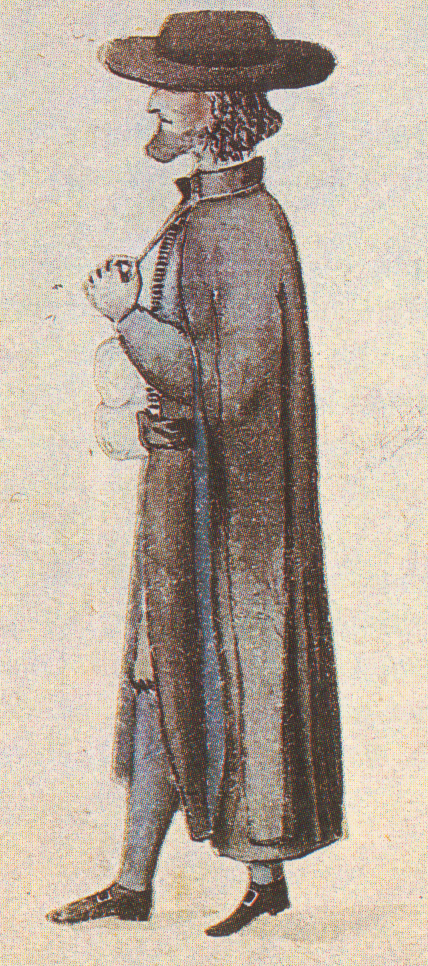
Commerciante ebreo

Gli storici che studiano l'ebraismo moderno hanno individuato quattro diversi percorsi attraverso cui gli ebrei europei furono "modernizzati" e quindi integrati nella corrente principale della società europea. Un approccio comune è stato quello di visualizzare il processo nella prospettiva dell'Illuminismo europeo, poiché gli ebrei si trovavano di fronte alla promessa e alle sfide poste dall'emancipazione politica. Gli storici che utilizzano questo approccio si sono concentrati su due tipologie sociali come paradigmi del declino della tradizione ebraica e come agenti dei profondi cambiamenti nella cultura ebraica che portarono al crollo del ghetto. Il primo di questi due tipi sociali è l'"Ebreo cortigiano", che viene ritratto come un precursore dell'ebreo moderno, dopo aver raggiunto e partecipato all'economia proto-capitalista e alla società di corte degli Stati dell'Europa centrale, come l'Impero asburgico. In contrasto all'ebreo cortigiano cosmopolita, il secondo tipo sociale presentato dagli storici dell'ebraismo moderno è il maskil, un sostenitore della Haskalah (Illuminismo ebraico). Questa prospettiva vede il maskil perseguire studi secolari e una critica razionalista della tradizione rabbinica, per gettare le basi intellettuali durevoli della secolarizzazione della società e della cultura ebraiche. Il paradigma stabilito è stato quello in cui gli ebrei aschenaziti entrano nella modernità attraverso un processo di occidentalizzazione auto-consapevole guidata da "intellettuali ebrei germanizzati, molto atipici". La Haskalah diede origine alla Riforma e ai movimenti conservatori, piantando i semi del sionismo, mentre allo stesso tempo favorì l'assimilazione culturale nei paesi in cui gli ebrei risiedevano. Verso lo stesso periodo in cui si stava sviluppando la Haskalah, l'ebraismo chassidico stava diffondendo un movimento che predicava una visione del mondo quasi opposta a quella della Haskalah.
Negli anni 1990, il concetto di "Ebreo portuale" è stato offerto come un "percorso alternativo verso la modernità", distinto dalla Haskalah europea. In contrasto con l'attenzione data agli aschenaziti germanizzati, il concetto dell'ebreo portuale si concentra sui conversos sefarditi che fuggivano dall'Inquisizione e si reinsediavano nelle città portuali europee, sulla costa del Mediterraneo, dell'Atlantico e sulla costa orientale degli Stati Uniti.

### Ebreo cortigiano
Gli ebrei cortigiani erano banchieri ebrei o uomini d'affari che prestavano denaro e gestivano le finanze di alcune case nobiliari cristiane in Europa. Un termine storico corrispondente può essere Balivo ebraico (anche shtadlan ebr. שטדלן, intercessore).
Esempi di quelli che sarebbero poi stati chiamati ebrei cortigiani emersero quando i governanti locali utilizzarono i servizi di banchieri ebrei per prestiti a breve termine. Fecero prestiti di denaro ai nobili e così si guadagnarono anche un'influenza sociale. Patroni nobili degli ebrei cortigiani li impiegarono come finanzieri, fornitori, diplomatici e delegati commerciali. Gli ebrei cortigiani potevano usare i loro legami familiari e le connessioni reciproche, mettendole a disposizione dei loro sponsor per fornire, tra le altre cose, cibo, armi, munizioni e metalli preziosi. In cambio dei loro servizi, gli ebrei cortigiani guadagnavano privilegi sociali, tra cui perfino la condizione nobiliare per se stessi, e potevano vivere al di fuori dei ghetti. Alcuni nobili vollero mantenere i loro banchieri nell'ambito delle proprie corti e, poiché erano sotto la protezione dei primi, erano esentati dalla giurisdizione rabbinica.
Dal Medioevo in poi, gli ebrei cortigiani potevano accumulare fortune personali e guadagnarsi influenza politica e sociale. A volte erano anche persone di spicco nella comunità ebraica locale e potevano usare la loro influenza per proteggere e controllare i propri confratelli. Spesso erano gli unici ebrei che potevano interagire con l'alta società locale e presentare le petizioni degli ebrei al sovrano/governante. Tuttavia, l'ebreo cortigiano aveva connessioni sociali e influenza nel mondo cristiano soprattutto attraverso i suoi patroni cristiani. A causa della precaria situazione degli ebrei, alcuni nobili potevano ignorare completamente i propri debiti e non ripagarli. Se il nobile protettore moriva, il suo finanziere ebreo poteva rischiare l'esilio o l'esecuzione.

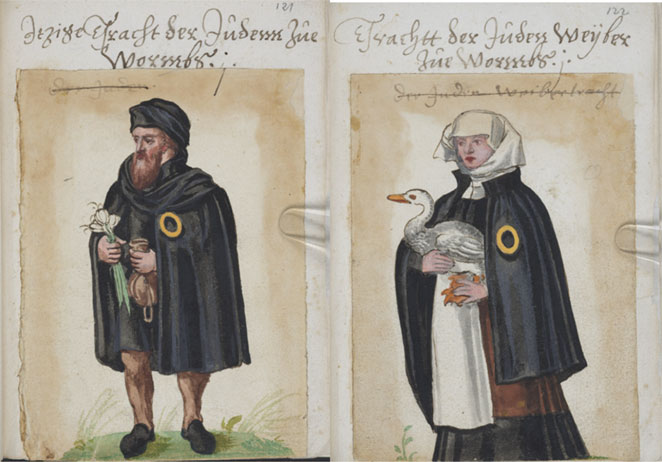
Ebrei di Worms, XVI secolo

### Iberia
Durante il Rinascimento europeo, la peggiore delle espulsioni si verificò in seguito alla Reconquista di al-Andalus, come era conosciuto il governo moresco o arabo islamico di Spagna. Con la cacciata degli ultimi governanti musulmani da Granada nel 1492, arrivò l'Inquisizione spagnola e l'intera popolazione di circa 200 000 ebrei sefarditi fu espulsa. Ciò fu seguito da espulsioni nel 1493 dalla Sicilia (37 000 ebrei) e dal Portogallo nel 1496. Gli ebrei spagnoli espulsi fuggirono principalmente verso l'Impero ottomano, i Paesi Bassi e il Nordafrica; altri emigrarono verso l'Europa meridionale e il Medio Oriente.

### Ebreo portuale
Il concetto dell'ebreo portuale rappresenta un tipo sociale che descrive quegli ebrei che furono coinvolti nella navigazione ed economia marittima dell'Europa, in particolare nei secoli XVII e XVIII. Lo storico Helen Fry suggerisce che potrebbero essere considerati "i primi ebrei moderni". Secondo Fry, gli ebrei portuali arrivarono come "profughi dell'Inquisizione" e dell'espulsione dall'Iberia. Avevano il permesso di stabilirsi nelle città portuali come mercanti con autorizzazione al commercio nei porti di Amsterdam, Londra,Livorno, Trieste e Amburgo. Fry rileva che le loro connessioni con la diaspora ebraica e la loro esperienza nel commercio marittimo li rese di particolare interesse ai governi mercantilisti europei. Lois C. Dubin descrive gli ebrei portuali come mercanti ebrei che erano "valutati per il loro impegno nel commercio marittimo internazionale su cui tali città prosperavano". David Sorkin e altri hanno caratterizzato il profilo socio-culturale di questi uomini come improntato ad una flessibilità nei confronti della religione e un cosmopolitismo riluttante che era estraneo sia alla tradizione sia alle identità ebraiche 'illuminate'".

### Impero ottomano

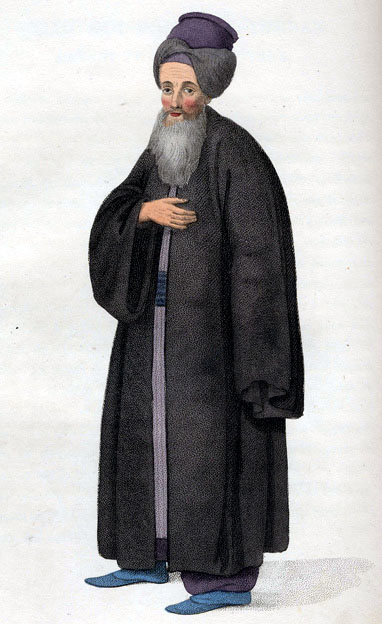
Ebreo ottomano

Durante il periodo ottomano classico (1300-1600), gli ebrei, insieme alla maggior parte delle altre comunità dell'impero, godettero di un certo livello di prosperità. Rispetto ad altri soggetti ottomani, erano la potenza dominante nel commercio e nella diplomazia e altre alte cariche. Nel XVI secolo in particolare, gli ebrei ebbero un peso preponderante anche nel ramo politico, con l'apogeo di influenza ebraica rappresentato dalla nomina di Giuseppe Nasi (in portoghese: João Miquez) a Sanjak-bey (governatore, un rango di solito concesso solo ai musulmani) del Ducato di Nasso e delle Sette Isole.
Al tempo della Battaglia dello Yarmuk quando il Levante passò sotto il dominio musulmano, esistevano trenta comunità ebraiche a Haifa, Sh'chem, Hebron, Ramleh, Gaza, Gerusalemme e molte altre al nord. Safed divenne il centro spirituale dell'Ebraismo e vi venne compilato il Shulchan Aruch, come anche molti testi cabalistici. La prima tipografia ebraica e la prima stampa dell'Asia occidentale iniziarono nel 1577.
Gli ebrei erano vissuti nell'area geografica dell'Asia Minore (attuale Turchia, ma più geograficamente Anatolia o Asia Minore) per più di 2 400 anni. L'iniziale prosperità in epoca ellenistica era svanita sotto il dominio bizantino cristiano, ma aveva discretamente recuperato sotto il dominio dei vari governi musulmani che avevano sostituito il dominio di Costantinopoli. Per gran parte del periodo ottomano, la Turchia fu un rifugio sicuro per gli ebrei in fuga dalle persecuzioni, e continua ad avere una piccola popolazione ebraica a tutt'oggi. La situazione in cui gli ebrei avevano a volte goduto di prosperità culturale ed economica, ma erano stati ampiamente perseguitati in altri momenti, è stata riassunta da Gustav E. von Grunebaum:

### Polonia - Lituania
Nel XVII secolo, esistevano in Europa occidentale molte popolazioni ebraiche importanti. La Polonia era relativamente tollerante ed aveva la più grande popolazione ebraica d'Europa, risalente al XIII secolo, che godeva di relativa prosperità e di libertà da quasi 400 anni; tuttavia la situazione di calma finì quando ebrei polacchi e lituani furono massacrati a centinaia di migliaia dai cosacchi durante la rivolta di Khmelnytsky (1648) e le guerre svedesi (1655). Spinti da queste e altre persecuzioni, gli ebrei si trasferirono di nuovo in Europa occidentale nel XVII secolo. L'ultimo divieto agli ebrei (in Inghilterra) fu revocato nel 1654, ma le espulsioni periodiche da singole città continuarono ad avvenire e agli ebrei fu spesso limitata la proprietà terriera, o furono costretti a vivere in ghetti.
Con la Spartizione della Polonia nel tardo XVIII secolo, la popolazione ebraica si spaccò tra l'Impero russo, quello austro-ungarico e la Prussia, che si divisero la Polonia tra di loro.

### Illuminismo europeo e Haskalah (XVIII secolo)

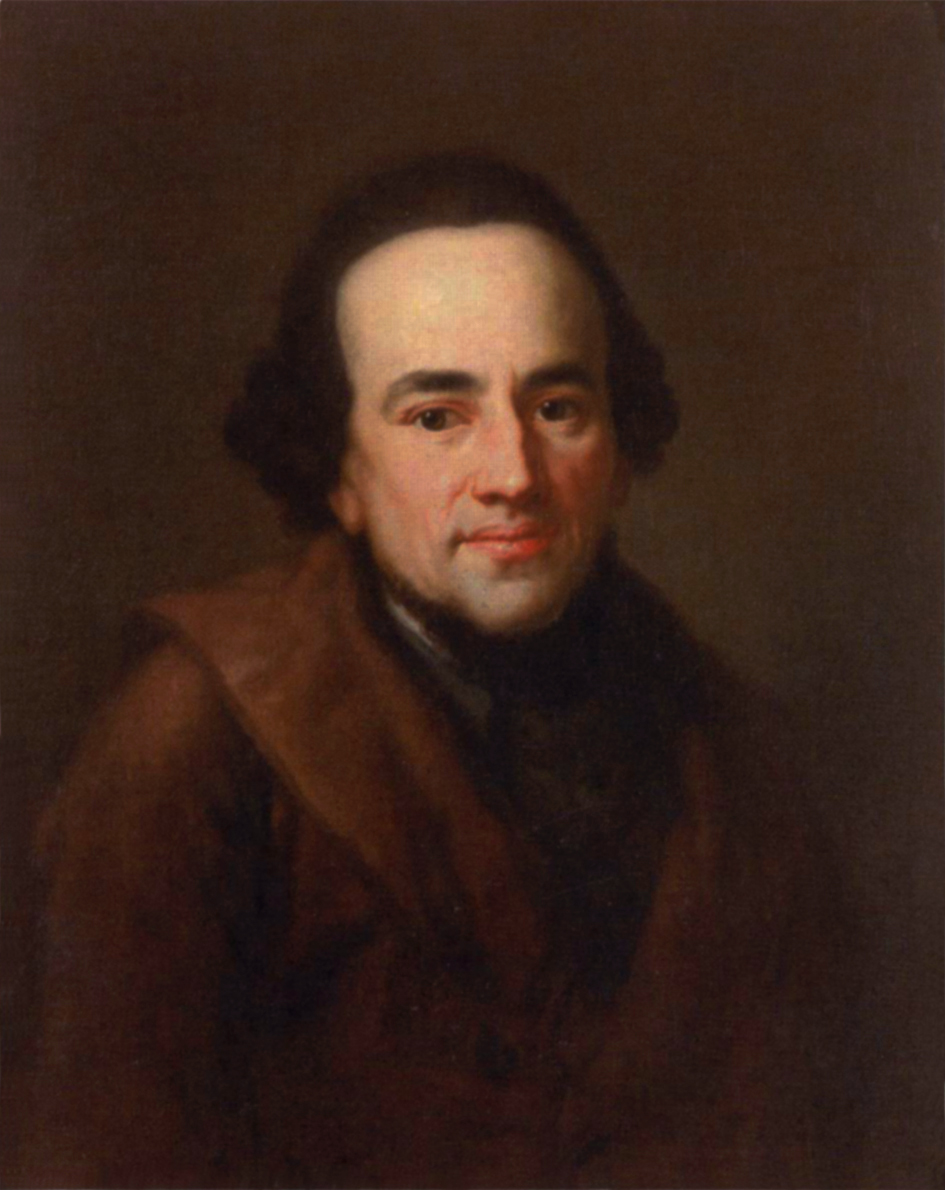
Moses Mendelssohn (1729–1786) ispirò la Haskalah della Germania del XVIII secolo

Durante il periodo del Rinascimento europeo e dell'Illuminismo si verificarono cambiamenti significativi all'interno della comunità ebraica. Il movimento della Haskalah parallela il più ampio Illuminismo, quando gli ebrei cominciarono nel XVIII secolo la campagna per l'emancipazione dalle leggi restrittive e l'integrazione nella società europea in generale. L'istruzione laica e scientifica fu aggiunta alla tradizionale istruzione religiosa ricevuta dagli studenti, e cominciò ad aumentare l'interesse in un'identità ebraica nazionale, tra cui una rinascita nello studio della storia ebraica e dell'ebraico. La Haskalah diede alla luce la Riforma ed i movimenti conservatori, piantando i semi di sionismo mentre allo stesso tempo favoriva l'assimilazione culturale nei paesi in cui gli ebrei risiedevano. Circa allo stesso tempo, nacque un altro movimento, che predicava quasi l'opposto della Haskalah, l'Ebraismo Chassidico. Il Chassidismo iniziò nel XVIII secolo, iniziato da Rabbi Israel Baal Shem Tov, e rapidamente guadagnò un seguito con il suo approccio di misticismo esuberante alla religione. Questi due movimenti, e la forma tradizionale dell'Ebraismo ortodosso da cui scaturiscono, costituito la base delle divisioni moderne all'interno dell'osservanza ebraica.
Allo stesso tempo, il mondo esterno stava cambiando e dibattiti iniziavano sulla potenziale emancipazione degli ebrei (garantendo loro pari diritti). Il primo paese a farlo fu la Francia, durante la Rivoluzione francese del 1789. Anche così, ci si aspettava che gli ebrei si integrassero, senza quindi continuare le loro tradizioni. Questa ambivalenza è dimostrata dal famoso discorso di Clermont-Tonnerre davanti all'Assemblea Nazionale nel 1789:

### Ebraismo chassidico

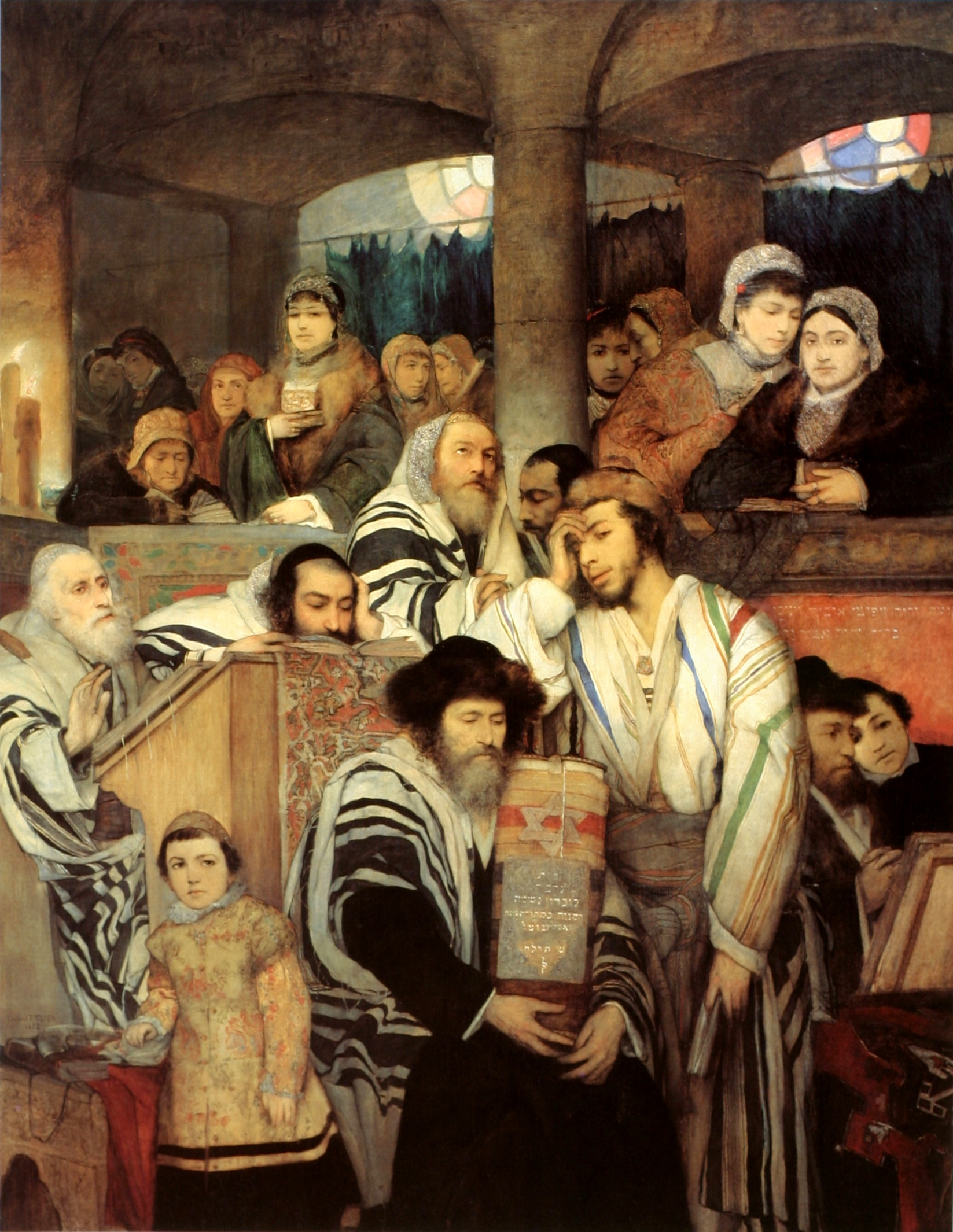
Ebrei chassidici in preghiera nella sinagoga a Yom Kippur, di Maurycy Gottlieb (1878)

L'Ebraismo chassidico è una branca dell'Ebraismo ortodosso che promuove spiritualità e gioia mediante la diffusione e l'internalizzazione del misticismo ebraico quale aspetto fondamentale della fede ebraica. Il Chassidismo comprende parte dell'ebraismo ultraortodosso contemporaneo, insieme alla precedente tradizione talmudica della yeshivah Lituania e a quella sefardita.
Fu fondata nel XVIII secolo nell'Europa orientale da Rabbi Israel Baal Shem Tov (detto il Besht) come una reazione all'eccessivo ebraismo talmudico legalistico. In contrasto a questo, gli insegnamenti chassidici apprezzavano la sincerità e la santità nascosta della gente comune illetterata, ponendola sullo stesso piano dell'élite accademica. L'enfasi sulla presenza divina immanente in tutto, dava un nuovo valore alla preghiera e agli atti di bontà, accanto alla supremazia rabbinica di studio, sostituendo la severità e l'ascetismo cabalistico e mussar storico con l'ottimismo, incoraggiamento e fervore (deveikut) quotidiano. Questa rinascita emotiva populista accompagnava l'ideale elitista di nullificazione ad un paradossale panenteismo divino, attraverso l'articolazione intellettuale di dimensioni interiori del pensiero mistico. L'adeguamento dei valori ebraici cercava di incrementare gli standard richiesti dall'osservanza rituale, mentre ne rilassava altri dove predominava l'ispirazione. I suoi incontri comunali celebravano inni spirituali (nigunim) quali forme di devozione contemplativa.
In seguito alla fondazione del Movimento Lubavitch da parte dei diretti successori primi del Besht figura l'Alter Rebbe Shneur Zalman di Liadi che riuscì a ricreare armonia tra le parti fondando ciò sull'amore e la pietà fraterna, che permise il confronto e l'instaurazione di una vera e propria unione religiosa tra gli ebrei che vollero dialogare o aderire al nuovo movimento Lubavitch, anche definito Chabad: questo nome deriva dalle tre parole ebraiche Chokhmah, Binah e Daat, distintamente tradotte con i significati di sapienza, intelligenza e conoscenza; queste, anche note come le tre Sefirot superiori immediatamente successive a Keter, furono l'espressione della nuova ma originaria forma religiosa fondante e di dialogo che caratterizzò parte della natura spirituale e mistica del Baal Shem Tov, nonché di mediazione con la cultura intellettuale e religiosa prevalente soprattutto nei Maestri lituani dell'epoca.

## Secolo XIX
Sebbene le persecuzioni esistessero ancora, l'emancipazione si diffuse in tutta l'Europa del XIX secolo. Napoleone invitò gli ebrei a lasciare i ghetti ebraici europei e cercare rifugio nei regimi politici tolleranti di nuova costituzione, che offrivano la parità ai sensi della legge napoleonica. Nel 1871, con l'emancipazione degli ebrei da parte della Germania, tutti i paesi europei tranne la Russia avevano emancipato i propri ebrei.
In alcuni paesi, l'emancipazione avvenne con un unico atto. In altri, vennero concessi inizialmente dei diritti limitati, nella speranza che gli ebrei "cambiassero per il meglio".
| Anno | Nazione                                                            |
| ---- | ------------------------------------------------------------------ |
| 1264 | Polonia                                                            |
| 1789 | Stati Uniti (Governo Federale)                                     |
| 1791 | Francia                                                            |
| 1796 | Repubblica Batava                                                  |
| 1808 | Granducato d'Assia                                                 |
| 1808 | Vestfalia                                                          |
| 1811 | Granducato di Francoforte                                          |
| 1812 | Meclemburgo-Schwerin                                               |
| 1812 | Prussia                                                            |
| 1828 | Württemberg                                                        |
| 1830 | Belgio                                                             |
| 1830 | Grecia                                                             |
| 1832 | Canada                                                             |
| 1833 | Elettorato d'Assia                                                 |
| 1834 | Regno Unito dei Paesi Bassi                                        |
| 1835 | Svezia-Norvegia                                                    |
| 1839 | Impero ottomano                                                    |
| 1842 | Regno di Hannover                                                  |
| 1848 | Nassau                                                             |
| 1849 | Amburgo                                                            |
| 1849 | Danimarca                                                          |
| 1856 | Svizzera                                                           |
| 1858 | Regno Unito di Gran Bretagna e Irlanda                             |
| 1861 | Italia                                                             |
| 1862 | Baden                                                              |
| 1863 | Holstein                                                           |
| 1864 | Città libera di Francoforte                                        |
| 1867 | Impero austro-ungarico                                             |
| 1869 | Confederazione Tedesca del Nord                                    |
| 1871 | Germania                                                           |
| 1877 | New Hampshire (ultimo stato USA ad emanare la piena emancipazione) |
| 1878 | Bulgaria                                                           |
| 1878 | Serbia                                                             |
| 1890 | Brasile                                                            |
| 1910 | Spagna                                                             |
| 1911 | Portogallo                                                         |
| 1917 | Russia                                                             |
| 1923 | Romania                                                            |

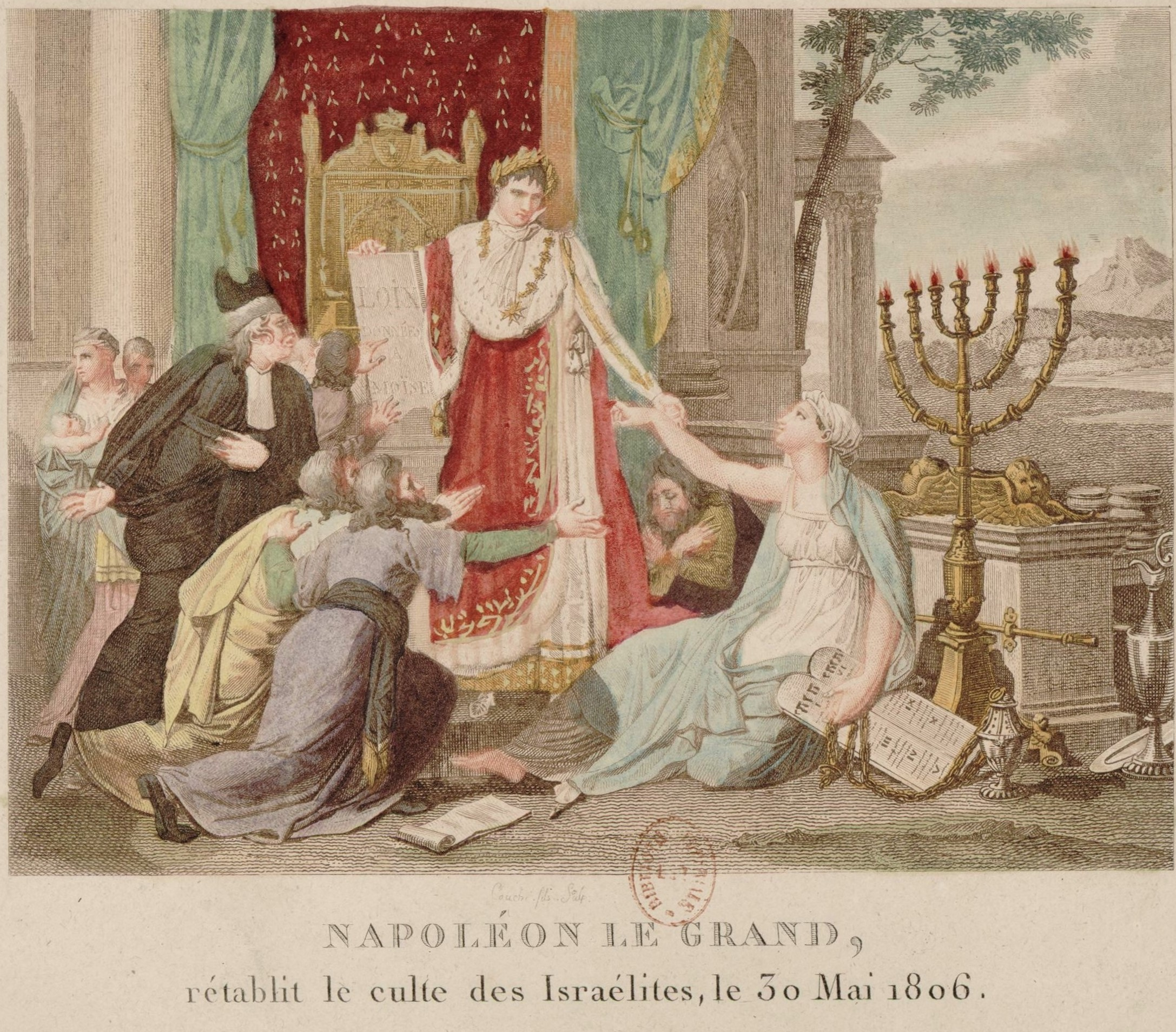
Stampa francese del 1806 che illustra "Napoleone e l'emancipazione degli ebrei"

Nonostante la crescente integrazione degli ebrei con la società laica, una nuova forma di antisemitismo emerse, sulla base delle idee di razza e nazione, piuttosto che odio religioso del tipo medievale. Questa forma di antisemitismo sosteneva che gli ebrei fossero una razza distinta e inferiore a quella ariana dell'Europa occidentale, e portò alla nascita di partiti politici in Francia, Germania e Austria-Ungheria, che fecero una campagna di revoca dell'emancipazione. Questa forma di antisemitismo apparve frequentemente nella cultura europea: il caso più famoso fu l'Affare Dreyfus in Francia. Tali persecuzioni, insieme ai pogrom sponsorizzati dallo stato in Russia nel tardo XIX secolo, portarono un certo numero di ebrei a credere che sarebbero stati al sicuro solo in una propria nazione.
Durante questo periodo, la migrazione ebraica verso gli Stati Uniti creò una nuova grande comunità per lo più liberata delle restrizioni europee. Oltre 2 milioni di ebrei arrivarono negli Stati Uniti tra il 1890 e il 1924, la maggior parte dalla Russia e dall'Europa orientale. Un fenomeno simile si verificò nella punta meridionale del continente, in particolare nei paesi di Argentina e Uruguay.

## Secolo XX

### Sionismo moderno

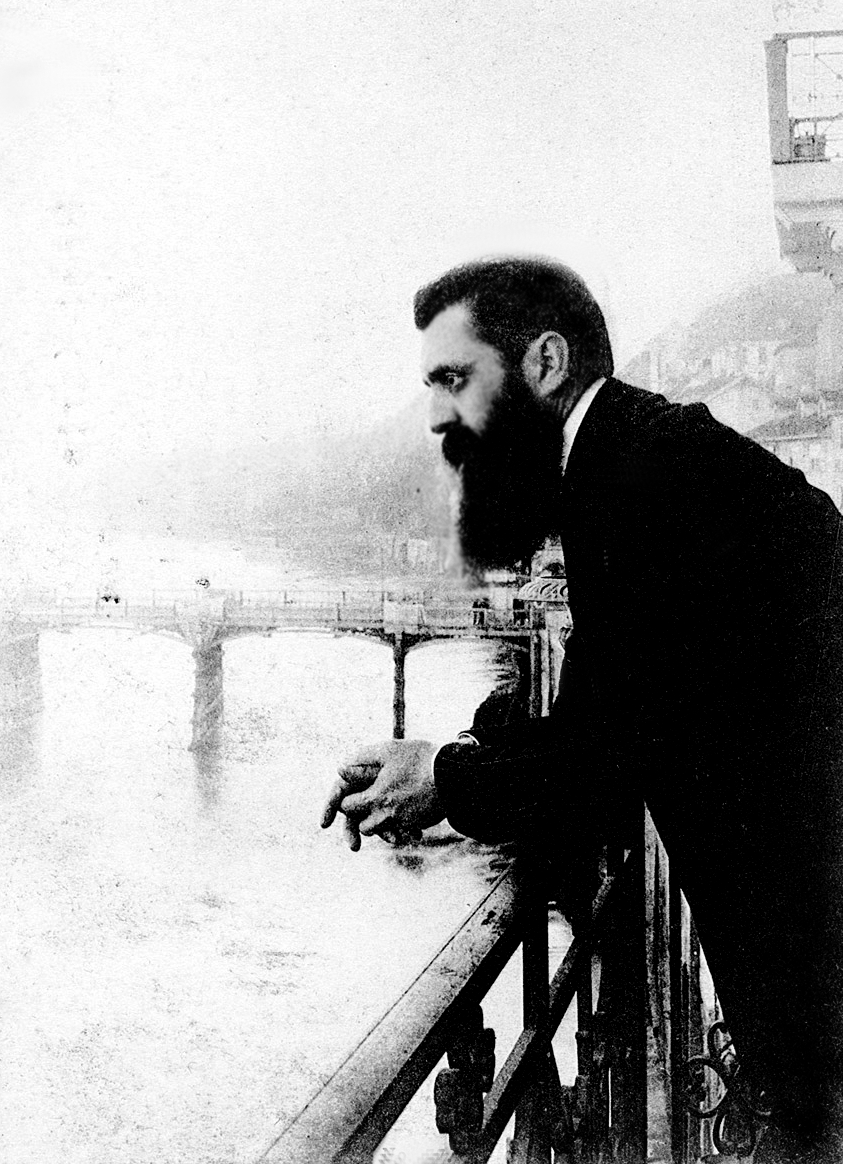
Theodor Herzl (1860-1904), fondatore del movimento sionista

Durante il 1870 e il 1880 la popolazione ebraica d'Europa cominciò più attivamente a considerare l'immigrazione in Israele e il ristabilimento della nazione ebraica nella sua presupposta terra d'origine nazionale, compiendo così le profezie bibliche relative allo Shivat Tzion (in ebraico שִׁיבָת צִיּוֹן‎?, "Ritorno a Sion", o שבי ציון, Shavei Tzion, lett. "Rimpatriati di Sion"). Nel 1882 nacque il primo insediamento sionista — Rishon LeZion — fondato da immigrati che appartenevano al movimento "Hovevei Zion" (in ebraico חובבי ציון‎?), o anche Hibbat Zion (in ebraico חיבת ציון‎?, lett. Amanti di Sion). In seguito, il movimento "Bilu" fondò molti altri insediamenti in terra di Israele.
Il movimento sionista venne fondato ufficialmente dopo la "Conferenza di Katowice" (1884) ed il "Primo congresso sionista" (1897), e fu Theodor Herzl che iniziò la lotta per stabilire uno stato degli ebrei.
Dopo la prima guerra mondiale, sembrava che le condizioni per stabilire tale stato fossero maturate: il Regno Unito conquistò la Palestina dall'Impero ottomano e gli ebrei ricevettero la promessa di una "Patria nazionale" dai britannici nella forma della Dichiarazione Balfour (1917), data a Chaim Weizmann.
Nel 1920 iniziò il Mandato britannico della Palestina e il Visconte Herbert Samuel fu nominato Alto Commissario della Palestina, l'Università Ebraica di Gerusalemme fu costituita e si verificarono diverse grandi ondate di immigrazione ebraica verso la Palestina. Tuttavia gli abitanti arabi della Palestina non amavano la crescente immigrazione ebraica e cominciarono ad opporsi con mezzi violenti al loro insediamento e alla politica filo-ebraica del governo britannico.
Bande di arabi iniziarono a compiere atti di violenza e omicidi contro i convogli e la popolazione ebraica. Dopo i tumulti arabi del 1920 e quelli di Jaffa del 1921, la leadership ebraica in Palestina credettero che gli inglesi non avessero alcun desiderio di confrontarsi con le bande arabe locali per i loro attacchi contro gli ebrei palestinesi. Credendo di non poter contare sull'amministrazione britannica per la protezione contro tali bande, la leadership ebraica creò l'organizzazione Haganah (ebraico: "La Difesa", ההגנה) per proteggere le proprie aziende agricole e i kibbutz.
Altri disordini si verificarono nel 1929 e negli anni 1936-1939 avvenne la "grande rivolta araba di Palestina". A causa della crescente violenza il Regno Unito iniziò gradualmente a fare marcia indietro dall'idea originaria di uno Stato ebraico e di speculare su una soluzione binazionale o di uno Stato arabo con una minoranza ebraica.
Nel frattempo, gli ebrei d'Europa e degli Stati Uniti avevano successo nei campi della scienza, della cultura e dell'economia. Tra quelli generalmente considerati i più famosi, si annoveravano lo scienziato Albert Einstein e il filosofo Ludwig Wittgenstein. Un alto numero di Premi Nobel in questo periodo furono ebrei, fatto che accade tuttora. In Unione Sovietica, molti ebrei furono coinvolti nella Rivoluzione d'ottobre e appartenevano al Partito Comunista.

### La Shoah

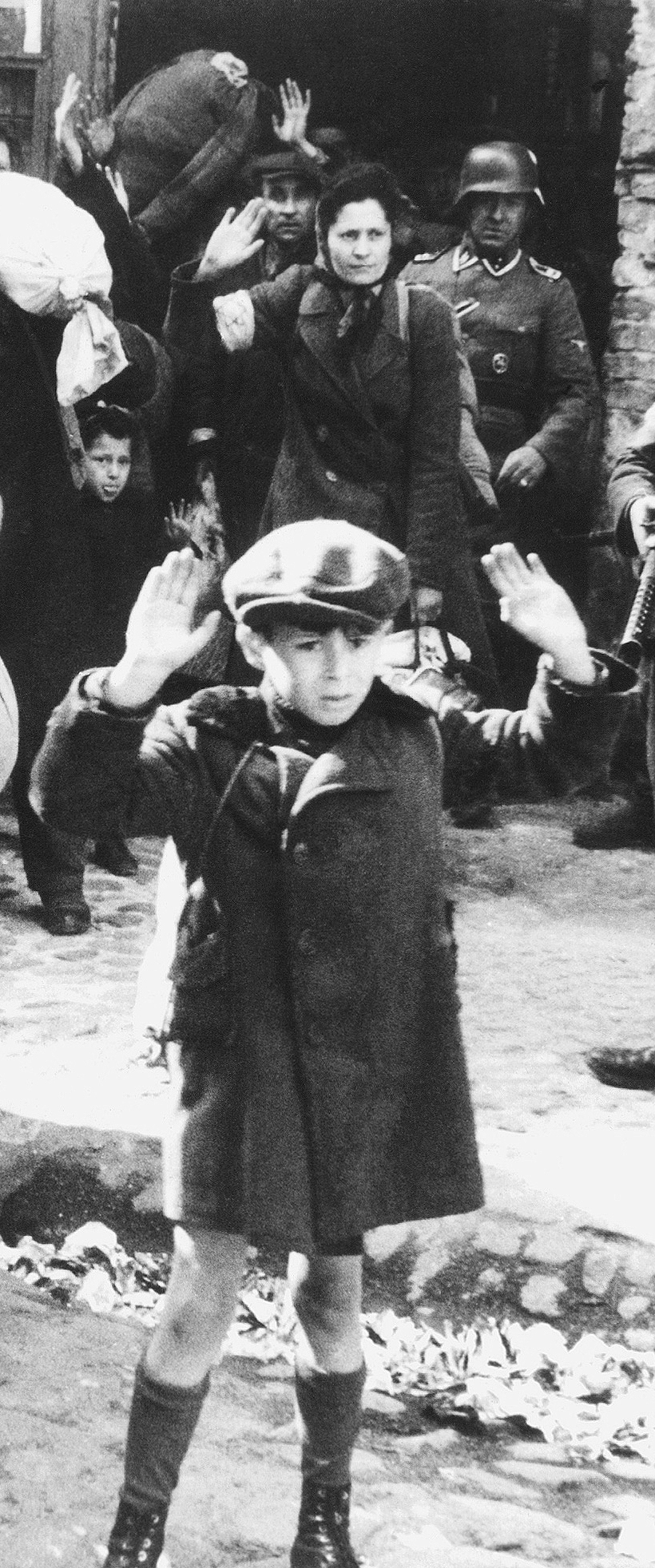
Bambino ebreo alza le mani in uscita dal ghetto di Varsavia, dopo la rivolta

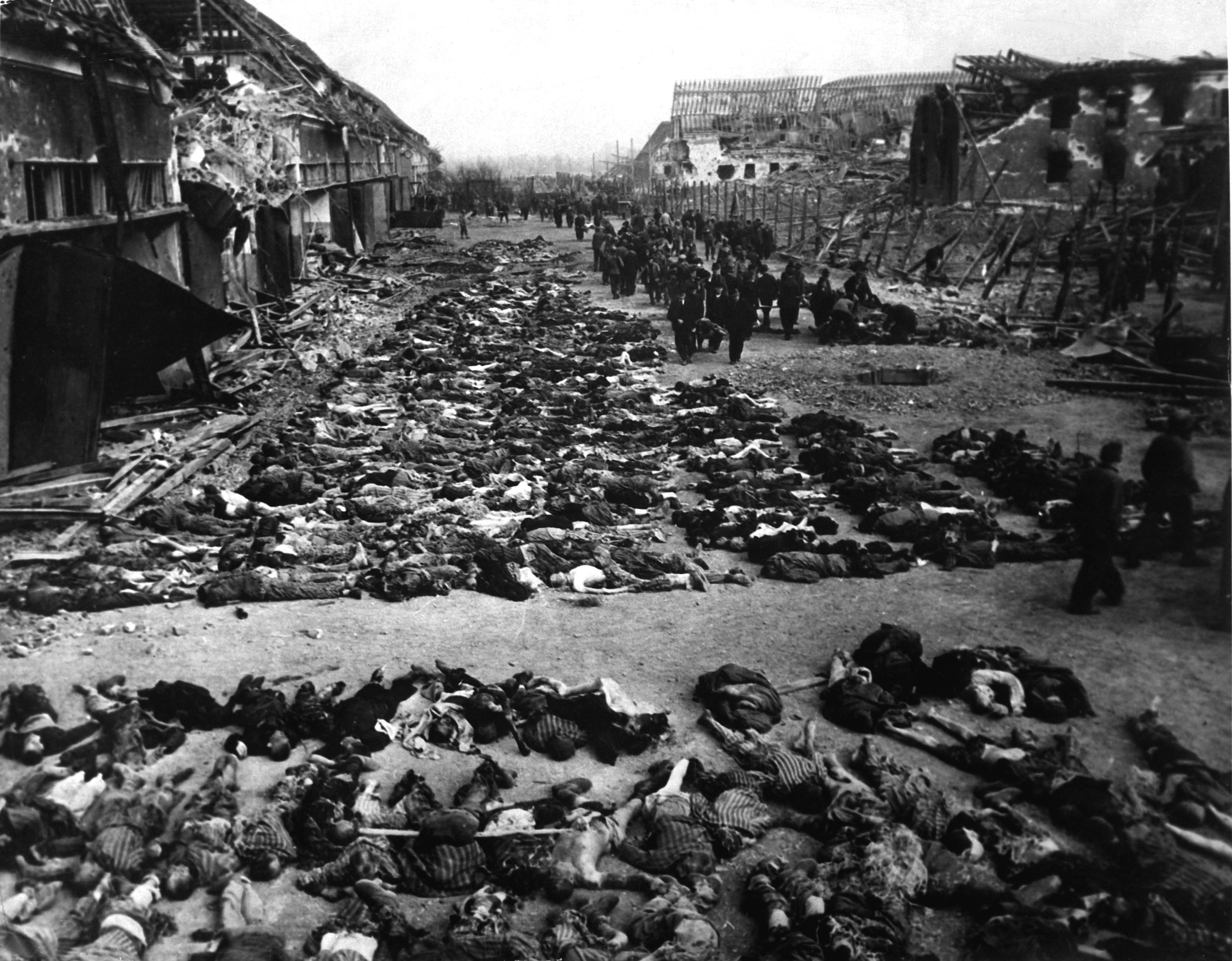
12 aprile 1945, le Boelcke-Kaserne (baracche Boelcke) a sud-est della città di Nordhaushen, bombardate fra il 3 e il 4 aprile 1945 dall'aviazione britannica causando la morte di 1.300 prigionieri. Le baracche costituivano un sottocampo del campo di Mittelbau-Dora. Vi venivano reclusi i moribondi del campo e a partire dal gennaio del 1945 il loro numero crebbe da qualche centinaio a oltre seimila, con una mortalità che arrivava a cento persone al giorno.

Nel 1933, con l'ascesa al potere di Adolf Hitler e del Partito nazista in Germania, la situazione ebraica divenne più severa. Le crisi economiche, le leggi razziali antisemite, e la paura di una guerra imminente portò molti ebrei a fuggire dall'Europa verso la Palestina, gli Stati Uniti e l'Unione Sovietica.
Nel 1939 iniziò la Seconda Guerra Mondiale e fino al 1941 Hitler occupò gran parte dell'Europa, inclusa la Polonia — dove milioni di ebrei vivevano a quell'epoca — e la Francia. Nel 1941, a seguito dell'invasione dell'Unione Sovietica, cominciò la "Soluzione finale della questione ebraica" (in lingua tedesca Endlösung der Judenfrage), una vasta operazione organizzata su una scala senza precedenti, finalizzata alla distruzione del popolo ebraico mediante la conseguente persecuzione e sterminio degli ebrei nell'Europa politica, che includeva il Nordafrica europeo (il Nordafrica pro-nazista di Vichy e la Libia italiana). Questo genocidio, in cui circa sei milioni di ebrei furono uccisi con metodo e crudeltà, è noto come "Olocausto" o Shoah (in lingua ebraica: השואה, HaShoah, "catastrofe, distruzione"). In Polonia più di un milione di ebrei vennero trucidati in camere a gas nel solo campo di concentramento di Auschwitz.
L'enorme scala della Shoah e gli orrori che accaddero in quel periodo, influenzarono pesantemente il popolo ebraico e l'opinione pubblica mondiale, che capirono le dimensioni dell'Olocausto solo dopo la guerra. Nel dopoguerra gli sforzi quindi aumentarono per stabilire uno Stato ebraico in Palestina.

### Fondazione dello Stato d'Israele

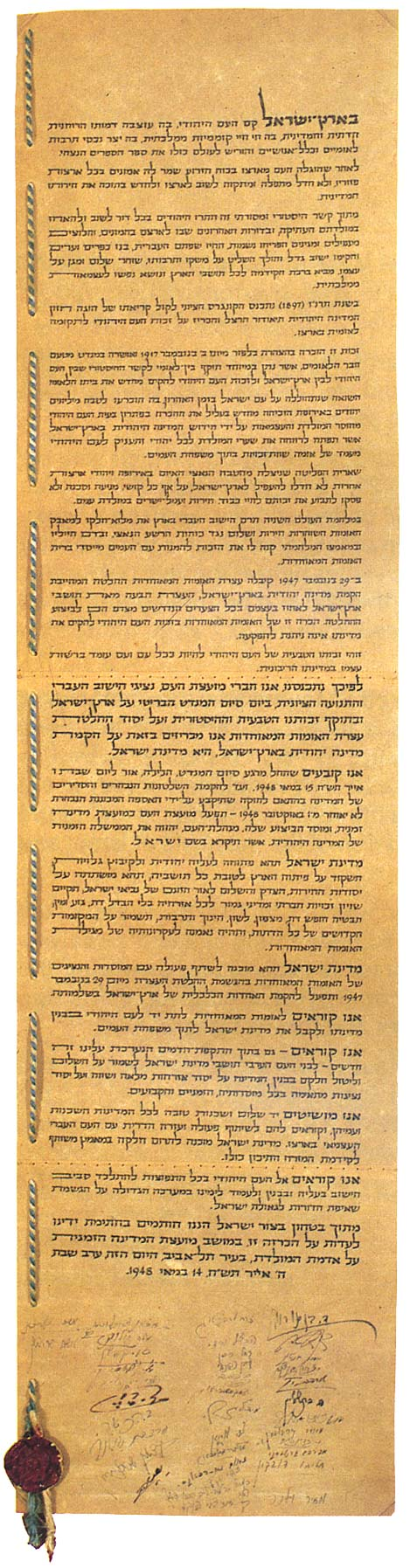
Dichiarazione d'indipendenza israeliana

Come già descritto (sopra), dalla fine dell'800 nacque e si diffuse in particolare tra gli Ebrei europei il Sionismo, cioè il movimento di pensiero che mirava a ricostituire uno Stato ebraico in Palestina.
Nel 1945 le organizzazioni di resistenza ebraica in Palestina si unirono e formarono il Movimento di Resistenza Ebraica (in ebraico תנועת המרי העברי‎?, Tnu'at HaMeri HaIvri, lett. Movimento Ebraico di Ribellione) chiamato anche United Resistance Movement (URM), che iniziò ad attaccare le autorità britanniche. A seguito dell'attentato dinamitardo al King David Hotel, Chaim Weizmann, presidente della World Zionist Organization ammonì il movimento di cessare tutte le attività militari fintantoché una decisione non venisse presa dall'Agenzia ebraica. Questa sostenne la raccomandazione di Weizmann di cessare ulteriori attività belliche, decisione accettata con riluttanza dalla Haganah, ma non dall'Irgun e dall'Lehi. Il Movimento di Resistenza Ebraica venne smobilitato e ciascuno dei gruppi fondatori continuarono ad operare per conto proprio, secondo la propria politica.
La leadership ebraica decise di concentrare la lotta a sostegno dell'immigrazione clandestina in Palestina e cominciò ad organizzare massicce quantità di profughi di guerra ebrei provenienti dall'Europa, senza l'approvazione delle autorità britanniche. Tale immigrazione contribuì moltissimo agli insediamenti ebraici in Israele, sostenuti dall'opinione pubblica mondiale, e le autorità britanniche decisero di lasciare alle Nazioni Unite la decisione sul destino della Palestina. Il 29 novembre 1947, l'Assemblea generale delle Nazioni Unite adottò la Risoluzione 181(II: "Piano di partizione della Palestina") che raccomandava la partizione della Palestina in uno Stato arabo, uno Stato ebraico e la Città di Gerusalemme. I leader ebraici accettarono la decisione ma la Lega Araba ed i capi arabi palestinesi si opposero. Iniziarono quindi i conflitti israelo-palestinesi, con un periodo di guerra civile ed il conflitto del 1948.
Nel corso della guerra, dopo che le ultime truppe britanniche ebbero lasciato il suolo palestinese, David Ben-Gurion proclamò nel giorno 14 maggio 1948 (5 Iyar, 5708) la fondazione dello Stato ebraico a Eretz Israel da conoscersi ufficialmente come "Stato di Israele", emettendo la Dichiarazione d'indipendenza israeliana (in ebraico: הכרזת העצמאות, Hakhrazat HaAtzma'ut o מגילת העצמאות, Megilat HaAtzma'ut). La guerra terminò nel 1949 e lo Stato di Israele iniziò ad assorbire grandi quantità di ebrei da tutto il mondo, nell'ordine di centinaia di migliaia di immigranti.
Dal 1948, Israele è stato coinvolto in una serie di conflitti militari, tra cui la Crisi di Suez (1956), la Guerra dei Sei Giorni (1967), la Guerra del Kippur (1973), la Guerra del Libano (1982), la Guerra del Libano (2006), la Guerra di Gaza (2023), come anche una serie quasi costante di conflitti minori.
Dal 1977, una continua serie di iniziative diplomatiche e incontri al vertice, in gran parte senza successo, sono stati avviati da Israele, dalle organizzazioni palestinesi, dai loro vicini e altri soggetti, tra cui gli Stati Uniti e l'Unione europea, per giungere ad un processo di pace che possa risolvere i conflitti tra Israele ed i suoi vicini, e soprattutto la sorte del popolo palestinese.

## Secolo XXI
Correntemente, Israele è una democrazia parlamentare con una popolazione di oltre 8 milioni di abitanti, di cui circa 6 milioni sono ebrei. Le maggiori comunità ebraiche sono in Israele e negli Stati Uniti, con grandi comunità anche in Francia, Argentina, Russia, Inghilterra e Canada.
L'Oblast' autonoma ebraica, creata durante l'era sovietica, continua ad essere un'Oblast' autonoma dello Stato Russo. Il rabbino capo di Birobidžan, Mordechai Scheiner, afferma che ci sono 4 000 ebrei nella capitale. Il Governatore Nikolaj Michajlovič Volkov ha dichiarato che intende "sostenere tutte le iniziative meritevoli proposte dalle organizzazioni ebraiche locali". La Sinagoga di Birobidzhan è stata inaugurata nel 2004, nel 70º anniversario della fondazione della regione nel 1934.
Al 2020, la popolazione ebraica conta 15 milioni di persone in tutto il mondo.

### Riferimenti
1. ↑   Jacob Neusner, ss.vv., in A Short History of Judaism, Fortress Press, 1992.
2. 1 2  Paul Johnson, A History of the Jews, HarperCollins, 1988, Parte I.
3. 1 2 3 4  John Bright, A History of Israel, SCM Press, 1960-66, Prologo (pp. 17-38) e Parte I (pp. 39-48).
4. ↑   Were Jews ever really slaves in Egypt, or is Passover a myth?, su haaretz.com, Haaretz Daily Newspaper.
5. ↑   Israel and Judah, su bible-history.com, Bible History Online. URL consultato il 23 febbraio 2014.
6. ↑   Dever, William G., What Did the Biblical Writers Know and When Did They Know It?, Wm. B. Eerdmans Publishing Company, 2002, ISBN 978-0-8028-2126-3. p. 99
7. ↑   Israel and Nadav Naaman, eds. Finkelstein, From Nomadism to Monarchy: Archaeological and Historical Aspects of Early Israel, Israel Exploration Society, 1994, ISBN 978-1-880317-20-4.
8. ↑   Ian Shaw, Robert Jameson, A dictionary of archaeology, a cura di Ian Shaw, New edition (17/02/2002), Wiley Blackwell,  p. 313, ISBN 978-0-631-23583-5.
9. ↑   Ann E. Killebrew, Biblical Peoples and Ethnicity: An Archeological Study of Egyptians, Canaanites, Philistines, and Early Israel, 1300–1100 B.C.E., Atlanta, Society of Biblical Literature, 2005,  p. 176, ISBN 978-1-58983-097-4. URL consultato il 23 febbraio 2014.
10. ↑   Brief History of Israel and the Jewish People, su science.co.il, Israel Science and Technology Directory. URL consultato il 23 febbraio 2014. Brief History of Israel and the Jewish People
11. 1 2 3 4 5 6 7 8 9  Le sottosezioni riportano un contesto cronologico estratto dalla Bibbia ebraica, con relativa critica storiografica dalle fonti secondarie (ivi citate, qq.vv.) di William Albright, The Archaeology of Palestine: From the Stone Age to Christianity (1940[15]/rev.1960) e Views of the Biblical World, International Publishing Company, 1959; Albrecht Alt, Der Gott der Väter: Ein Beitrag zur Vorgeschichte der israelitischen Religion (Kohlhammer, 1929), trad. (EN)  The God of the fathers. A contribution to the prehistory of Israelite religion; Martin Noth, A History of Pentateuchal Traditions (Pearson Education, 1972) e History of Israel: Biblical History (Harpercollins, 1960); G.E. Mendenhall, The Tenth Generation: The Origins of the Biblical Tradition, Johns Hopkins, 1973; N.K. Gottwald, Tribes of Yahweh: A Sociology of the Religion of Liberated Israel, 1250-1050 BCE, Bloomsbury Academic, 1999.
12. 1 2 3 4 5 6 7 8 9  Le sezioni relative all'archeologia biblica assira, babilonese e persiana fanno anche riferimento a Ephraim Stern, Archaelogy of the Land of the Bible, Vol. II, "The Assyrian, Babylonian, and Persian Periods (732-332 BCE)", Yale University Press (Doubleday), 2001, in particolare pp. 14-52, 130-211, 236-258 e passim.
13. ↑   1Sam13,1, su La Parola - La Sacra Bibbia in italiano in Internet.
14. ↑   2Re15,29;1Cr5,26, su La Parola - La Sacra Bibbia in italiano in Internet.
15. ↑   2Re17,6, su La Parola - La Sacra Bibbia in italiano in Internet.
16. ↑   2Re17,24, su La Parola - La Sacra Bibbia in italiano in Internet.
17. ↑   2Re 15:29, su La Parola - La Sacra Bibbia in italiano in Internet.
18. ↑   2Re19,35-36, su La Parola - La Sacra Bibbia in italiano in Internet.
19. 1 2 3 4 5 6 7 8  מרדכי וורמברנד ובצלאל ס רותת "עם ישראל - תולדות 4000 שנה - מימי האבות ועד חוזה השלום", ע"מ 95. (Traduzione: Mordechai Vermebrand & Betzalel S. Ruth - The People of Israel - the history of 4000 years - from the days of the Forefathers to the Peace Treaty, 1981, pg. 95)
20. 1 2 3 4  Solomon Gryazel, History of the Jews - From the destruction of Judah in 586 BC to the present Arab Israeli conflict, p. 137, New American Library, 1984.
21. ↑   Esdra 1, 1-4;6, 1-12, su La Parola - La Sacra Bibbia in italiano in Internet.
22. 1 2 3 4 5  Chaim Potok, Wanderings, Fawcett Books, 1982, Libro I.
23. 1 2 3  John Bright, A History of Israel, cit., Parte V, pp. 356-375.
24. 1 2 3  Flavio Giuseppe, [Guerra giudaica (Flavio Giuseppe)|La guerra giudaica (Ἱστορία Ἰουδαϊκοῦ πολέμου πρὸς Ῥωμαίους)], a cura di Giovanni Vitucci, Mondadori, Milano 1974.
25. ↑   Esdra 7, 12-16, su La Parola - La Sacra Bibbia in italiano in Internet.
26. 1 2  Lester L. Grabbe, A History of the Jews and Judaism in the Second Temple Period - Vol 1: A History of the Persian Province of Judah, 2004, p. 28 e segg. ISBN 0-567-08998-3
27. ↑  Rainer Albertz, Israel in Exile: The History and Literature of the Sixth Century BCE, 2003, p. XXI. ISBN 1-58983-055-5
28. ↑  Deborah W. Rooke, Zadok's heirs: the role and development of the High Priesthood in ancient Israel, Oxford, 2000, p. 225.
29. ↑  Kenneth Raymond Jones, Provincial reactions to Roman imperialism: the aftermath of the Jewish revolt, A.D. 66-70, University of California, 2006, p. 174. ISBN 978-0-542-82473-9
30. ↑   Peder Borgen, Philo of Alexandria: An Exegete for His Time, Leiden, Brill, 1997, ISBN 978-90-04-10388-7.
31. 1 2 3 4  John Bright, A History of Israel, cit., Parte VI, pp. 389-412.
32. 1 2 3  Sull'argomento si vedano in particolare:

  - William David Davies, The Hellenistic Age, Volume 2 della Cambridge History of Judaism, Cambridge University Press, 1989, pp. 292–312. ISBN 978-0-521-21929-7
  - Jeff S. Anderson, The Internal Diversification of Second Temple Judaism: An Introduction to the Second Temple Period, University Press of America, 2002, pp. 37–38. ISBN 978-0-7618-2327-8
  - Howard N. Lupovitch, Jews and Judaism in World History, Taylor & Francis, 2009, pp. 26–30. ISBN 978-0-415-46205-1
33. 1 2 3 4 5  (EN) Storia degli ebrei, in Jewish Encyclopedia, New York, Funk & Wagnalls, 1901-1906. - s.v. "Herodians".
34. 1 2  Aryeh Kasher, Jews and Hellenistic cities in Eretz-Israel: relations of the Jews in Eretz-Israel with the Hellenistic cities during the Second Temple period (332 BCE-70CE), Mohr Siebeck, 1990, ISBN 978-3-16-145241-3
35. ↑  Immagine ingrandibile fino a 2000px.
36. ↑  [מרדכי וורמברנד ובצלאל ס רותת "עם ישראל - תולדות 4000 שנה - מימי האבות ועד חוזה השלום", ע"מ 95. (Trad. Mordechai Vermebrand and Betzalel S. Ruth - The People of Israel - the history of 4000 years, cit., 1981, pp. 95 e segg.)
37. 1 2 3 4  Simon Schama, The Story of the Jews: Finding the Words (1000 BCE - 1492), Bodley Head, 2013, ss.vv.
38. ↑  Calendario ebraico perpetuo con riferimento alle feste ed alle ricorrenze.
39. ↑  Simon Sebag Montefiore, Jerusalem: The Biography Archiviato il 29 dicembre 2014 in Internet Archive., Phoenix, 2012, pp. 149-163.
40. ↑  Web Yeshiva
41. 1 2 3  כי וורמברנד ובצלאל ס. רותת "עם ישראל - תולדות 4000 שנה - מימי האבות ועד חוזה השלום", ע"מ 97. (Trad. Mordechai Vermebrand & Betzalel S. Ruth - The People of Israel - the history of 4000 years - from the days of the Forefathers to the Peace Treaty, cit., 1981, p. 97 e segg.).
42. ↑  Articolo su "Yannai" di Gotthard Deutsch & H. Brody, Jewish Encyclopedia.
43. 1 2 3  "Christian Expansion & the End of the Talmudic Era", su Jewish History.URL consultato 25/02/2014
44. ↑  Wendy Mayer and Pauline Allen, John Chrysostom: The Early Church Fathers (Londra, 2000), pp. 113, 146.
45. ↑  Cod., I., v. 12
46. ↑  Procopio, Historia Arcana, 28.
47. ↑  Nov., CXLVI, 8 febbraio 553.
48. ↑  Procopio, De Aedificiis, VI. 2.
49. 1 2 3  Cyril Mango (curatore), The Oxford History of Byzantium, OUP, 2002.
50. ↑  A.N. Poliak, Kazarie: Histoire d'un royaume juif en Europe (En hébreu), Tel Aviv, 1951 (HE)
51. ↑  Steven Kaplan, The Beta Israel: Falasha in Ethiopia: From Earliest Times to the Twentieth Century, New York University Press, 1994.
52. 1 2 3 4 5   Joseph E. Katz, Continuous Jewish Presence in the Holy Land, su eretzyisroel.org, 2001. URL consultato il 25 febbraio 2014 (archiviato dall'url originale il 25 gennaio 2021).
53. 1 2  Moshe Gil, A History of Palestine: 634–1099, Cambridge University Press, 1997, cap. 8, pp. 490-774.
54. ↑  Mark R. Cohen, "The Neo-Lachrymose Conception of Jewish-Arab History", Tikkun 6.3 (1991), p. 58.
55. ↑  Mark R. Cohen, "The Neo-Lachrymose Conception of Jewish-Arab History" cit., p. 59
56. ↑  "The Treatment of Jews in Arab/Islamic Countries", su Jewish Virtual Library.
57. ↑  "Granada" di Richard Gottheil, Meyer Kayserling, Jewish Encyclopedia (ed. 1906).
58. ↑   The Jews of Morocco, su jewishvirtuallibrary.org.
59. ↑   The Jews of Egypt, su Jewish Virtual Library.
60. ↑   The Jews of Syria, su Jewish Virtual Library.
61. ↑   The Jews of Yemen, su Jewish Virtual Library.
62. ↑   "The Jews of Morocco", di Ralph G. Bennett, su sefarad.org. URL consultato il 25 febbraio 2014 (archiviato dall'url originale il 6 gennaio 2010).
63. ↑  "The Forgotten Refugees", in archive.is
64. ↑  "Sephardim", di Rebecca Weiner, Jewish Virtual Library.
65. 1 2  Joel L. Kraemer, Moses Maimonides: An Intellectual Portrait in The Cambridge Companion to Maimonides, 2005, pp. 16-17, e passim.
66. 1 2  André Chouraqui, op. cit, p. 117-124.
67. ↑  Mark R. Cohen, "The Neo-Lachrymose Conception of Jewish-Arab History", p. 58.
68. 1 2  Mark R. Cohen, "The Neo-Lachrymose Conception of Jewish-Arab History", p. 58.
69. ↑  Mark R. Cohen, "The Neo-Lachrymose Conception of Jewish-Arab History", p. 59.
70. ↑  Mark R. Cohen, "The Neo-Lachrymose Conception of Jewish-Arab History", p. 56.
71. 1 2  "Sephardim" di Rebecca Weiner, su Jewish Virtual Library.
72. 1 2 3  Bernard Lewis, The Jews of Islam, Princeton University Press, 1984, cap. I, pp. 6-66.
73. ↑  Sefer HaCharedim Mitzvat Tshuva, capitolo 3.
74. ↑  "Judah Ha-Levi", Richard Gottheil, Max Schloessinger e Isaac Broydé, in Jewish Encyclopedia, 1906].
75. ↑  Moshe Idel e M. Perani, Nahmanide esegeta e cabbalista, La Giuntina (1998), "Introduzione" e pp. 164-212.
76. ↑   Jewish Zionist Education, su jafi.org.il, 15 maggio 2005. URL consultato il 26 febbraio 2014 (archiviato dall'url originale il 13 ottobre 2008).
77. ↑   ??? (PDF), su lookstein.org. URL consultato il 26 febbraio 2014 (archiviato dall'url originale il 2 maggio 2014).
78. ↑   Benjamin J. Segal, Section III: The Biblical Age: Chapter Seventeen: Awaiting the Messiah, su Returning, the Land of Israel as a Focus in Jewish History, JewishHistory.com. URL consultato il 26 febbraio 2014 (archiviato dall'url originale il 27 febbraio 2012).
79. ↑  Maurice Roumani, The Case of the Jews from Arab Countries: A Neglected Issue, 1977, pp. 26–27.
80. ↑   Granada, in Jewish Encyclopedia, 1906. URL consultato il 26 febbraio 2014.
81. ↑   Mitchell Bard, The Treatment of Jews in Arab/Islamic Countries, su jewishvirtuallibrary.org, Jewish Virtual Library, 2012. URL consultato il 26 febbraio 2014.
82. ↑  "The Forgotten Refugees" (in archivio)
83. ↑   Rebecca Weiner, Sephardim, su jewishvirtuallibrary.org, Jewish Virtual Library. URL consultato il 26 febbraio 2014.
84. ↑  Kraemer, Joel L., "Moses Maimonides: An Intellectual Portrait," The Cambridge Companion to Maimonides, pp. 16–17 (2005).
85. ↑  James Carroll, Constantine's Sword, Houghton Mifflin, 2001, p. 26. ISBN 978-0-395-77927-9
86. 1 2   Nicholas Wade, In DNA, New Clues to Jewish Roots, su The New York Times, 14 maggio 2002. URL consultato il 26 febbraio 2014.
87. 1 2 3  Norman F. Cantor, The Last Knight: The Twilight of the Middle Ages and the Birth of the Modern Era, Free Press (Simon & Schuster), 2004, pp. 28–29. ISBN 978-0-7432-2688-2
88. ↑  Iwo Cyprian Pogonowski, Jews in Poland. A Documentary History, Hippocrene Books, Inc., 1998, ISBN 0-7818-0604-6
89. ↑  Per queste sezioni si veda soprattutto  Reframing Jewish History, su h-net.org. URL consultato il 26 febbraio 2014. e rispettiva bibliografia.
90. 1 2 3   Mark Koyama, The Political Economy of Expulsion: The Regulation of Jewish Moneylending in Medieval England, in Constitutional Political Economy, vol. 21, n. 4, 2010,  pp. 374-406, DOI:10.1007/s10602-010-9087-3.
91. ↑  Riccardo Calimani, Storia del pregiudizio contro gli Ebrei - Antigiudaismo - Antisemitismo - Antisionismo, Arnoldo Mondadori Editore, Milano 2007, ss.vv.
92. ↑  Scheda biografica Archiviato il 18 ottobre 2014 in Internet Archive. dello Smith College.
93. ↑  Lois Dubin, Enlightenment Culture, Stanford Studies in Jewish History and Culture,Stanford University Press, 1999, p. 47.
94. ↑  "Review of David Sorkin's "The Religious Enlightenment: Protestants, Jews and Catholics from London to Vienna" di Ulrich Lehner, Marquette University (2002).
95. ↑  John Freely, The Cyclades, Londra, 2006, p. 168.
96. ↑  Charles Issawi & Dmitri Gondicas; Ottoman Greeks in the Age of Nationalism, Princeton, (1999).
97. ↑  Gustav E. von Grunebaum, Eastern%20Jewry%20Under%20Islam&f=false Eastern Jewry Under Islam, 1971, p. 369.
98. ↑  Le spartizioni della Polonia - forum.
99. ↑  "Resources > Modern Period > Central and Western Europe (17th\18th Cent.) > Enlightenment (Haskala)" Archiviato il 27 settembre 2007 in Archive.is. The Jewish History Resource Center – Project of the Dinur Center for Research in Jewish History, Università Ebraica di Gerusalemme.
100. ↑  Maison de la famille Clermont-Tonnerre, Storia (FR)
101. ↑  Treccani.it - Vocabolario on line
102. ↑  The Great Mission: The life and story of Rabbi Yisrael Baal Shem Tov, redatto da Rabbi Eli Friedman, (trad. Rabbi Elchonon Lesches), Kehot Publication Society, 2005. ISBN 0-8266-0681-4
103. ↑  Informazioni su Chabad-Lubavitch
104. ↑  La filosofia alla base di Chabad.
105. 1 2 3  "The Emancipation of the Jews 1791: Law Relating to the Jews"
106. ↑  "Napoleone e gli ebrei Archiviato il 3 novembre 2004 in Internet Archive..
107. ↑  "Beyond the Pale'": mostra dell'emancipazione ebraica Archiviato il 3 dicembre 2012 in Internet Archive., con relativa cronologia, su Friends-partners.org
108. ↑  Jewish Library: "Alfred Dreyfus and The Affair".
109. ↑  Raffaella A. Del Sarto, Israel's Contested Identity and the Mediterranean, The territorial-political axis: Eretz Israel versus Medinat Israel, p. 8 e passim Archiviato il 10 giugno 2010 in Internet Archive..
110. ↑  Nathan Glazer, American Judaism, 2ª ed., University of Chicago Press, 1989, Introduzione e ss.vv..
111. ↑  The Untold Story. The Role of Christian Zionists in the Establishment of Modern-day Israel di Jamie Cowen ("Leadership U"), 13/07/2002.
112. ↑  "Rethinking Sir Moses Montefiore: Religion, Nationhood, and International Philanthropy in the Nineteenth Century" Archiviato il 17 febbraio 2008 in Internet Archive. di Abigail Green. (The American Historical Review. Vol. 110 No.3) giugno 2005.
113. 1 2  Claude Klein, Israele. Lo Stato degli ebrei, Firenze, Giunti Editore, 2000, p. 16 e Cap. I passim.
114. ↑  "British Zionism - Support for Jewish Restoration" (mideastweb.org)
115. ↑  Howard Morley Sachar, A History of Israel: From the Rise of Zionism to Our Time, Knopf, 1996, passim.
116. ↑   Joseph Adler, Restoring the Jews to their homeland: nineteen centuries in the quest for Zion, J. Aronson, 1997,  pp. 150-6, ISBN 1-56821-978-4. URL consultato il 28 febbraio 2014.
117. ↑  Lucien Wolf, Notes on the Diplomatic History of the Jewish Question with texts of protocols, treaty stipulations and other public acts and official documents, Jewish Historical Society of England, 1919 [collegamento interrotto]
118. ↑  Walter Laqueur, A History of Zionism: From the French Revolution to the Establishment of the State of Israel, TaurisParke Paperbacks, 2003 - resoconto storico/storiografico di uno dei maggiori accademici contemporanei (estratti).
119. ↑  Ettore Cinnella, La tragedia della Rivoluzione russa (1917-1921), RCS Quotidiani, 2004.
120. 1 2  Martin Gilbert, Atlas of the Holocaust, Pergamon Press, 1988, pp. 242-244 & passim.
121. ↑  Saul Friedländer, Gli anni dello sterminio. La Germania nazista e gli ebrei (1939-1945), Collezione storica Garzanti, Milano 2009.
122. ↑   The Jewish Resistance Movement, su jewishvirtuallibrary.org, Jewish Virtual Library. URL consultato il 28 febbraio 2014.
123. 1 2 3 4  Simon Schama, The Story of the Jews: When Words Fail (1492 - present day) Archiviato il 14 febbraio 2014 in Internet Archive., Bodley Head, 2014, cap. 9, pp. 327 e segg.
124. ↑  Oded Eran, "Arab-Israel Peacemaking", The Continuum Political Encyclopedia of the Middle East, cur. Avraham Sela, Continuum, 2002, p. 121 e segg.
125. ↑  "Press Release" Archiviato il 22 agosto 2014 in Internet Archive. dello Stato d'Israele (Ufficio Statistico, 14/04/2013).
126. ↑  Sue Fishkoff, "A Jewish revival in Birobidzhan?" e altri articoli sul revival degli ebrei russi (per es. Jewish News of Greater Phoenix, 08/10/2008).URL consultato 27/02/2014.
127. ↑  "In Stalin's former Jewish haven, locals say ground is ripe for rebirth" (EN)
128. ↑  Robin Paxton, "From Tractors to Torah in Russia's Jewish Land" Archiviato l'11 aprile 2013 in Internet Archive., Federation of Jewish Communities (June 1, 2007).
129. ↑  Articoli sulla crescita delle comunità ebraiche dall'Estremo Oriente, Federation of Jewish Communities.
130. ↑  "Despite Predictions, Jewish Homeland in Siberia Retains Its Appeal" di David M. Herszenhorn, New York Times (03/10/2012).
131. ↑   Anna Lesnevskaya, Essere ebrei nel 21esimo secolo: molte e diverse identità spiegate da Sergio Della Pergola, su mosaico-cem.it, 8 febbraio 2021. URL consultato il 12 settembre 2024.